# Corea del Sur
La República de Corea (en coreano: 대한민국, Daehan Mingukⓘ), comúnmente Corea del Sur, es un Estado soberano de Asia Oriental, ubicado en la parte sur de la península de Corea. Limita al norte con Corea del Norte, con la cual integró un solo país hasta 1945. Al este está ubicado el mar del Japón, al sur el estrecho de Corea, que lo separa de Japón, y al oeste el mar Amarillo. Su territorio comprende la mitad sur de la península de Corea, englobando unas tres mil islas que la rodean, entre las cuales se destacan Jeju, Ulleungdo y Dokdo. 
Se considera uno de los países tecnológicamente más avanzados del mundo, con gran parte de su economía focalizada en la vanguardia del desarrollo tecnológico.
Aproximadamente la mitad de la población del país vive en la capital, Seúl, o en su zona metropolitana, que es una de las áreas metropolitanas más pobladas del mundo (algunas fuentes la ubican como la segunda más poblada, solo por detrás de Tokio, en Japón). Corea es una de las civilizaciones más antiguas del mundo.
Las investigaciones arqueológicas revelaron que la península fue poblada desde el Paleolítico Inferior. A través del tiempo, la historia de Corea ha sido turbulenta, con numerosas guerras, incluyendo invasiones tanto de China como de Japón. Desde el establecimiento de la república moderna en 1948, Corea del Sur luchó con las secuelas de conflictos bélicos anteriores como la ocupación japonesa (1910-1945), además de la guerra de Corea (1950-1953) con la intervención de Estados Unidos y las décadas de gobiernos autoritarios. A pesar de que el Gobierno adoptó oficialmente una democracia de estilo occidental desde la fundación de la República, los procesos de elección presidencial sufrieron grandes irregularidades. No fue sino hasta 1987 cuando se llevaron a cabo las primeras elecciones justas y directas. Desde entonces, se considera al país una democracia multipartidista.
La economía de Corea del Sur ha crecido rápidamente desde la década de 1950. Hoy en día, es la 14.ª economía más grande (por PIB PPA) del mundo y está clasificado como país desarrollado por la ONU, el Banco Mundial y el Fondo Monetario Internacional (FMI). También se encuentra entre los países más avanzados tecnológicamente y mejor comunicados; es el tercer país con mayor número de usuarios de internet de banda ancha entre los países de la OCDE, y es también uno de los líderes globales en producción de aparatos electrónicos, dispositivos semiconductores y teléfonos móviles. También cuenta con una de las infraestructuras más avanzadas en el mundo y es líder mundial en la industria de la construcción naval, encabezada por compañías prominentes como Hyundai Heavy Industries.

## Etimología
El nombre oficial de Corea del Sur en coreano es Daehan Minguk (en hangul, 대한민국), compuesto de "Daehan" (en caracteres chinos: 大韓), literalmente «Gran Han», que remite al nombre del pasado Imperio de Corea "Daehan Jeguk", y "Minguk" (民國) literalmente «país del pueblo», una manera alternativa de decir república que solo se usa para Corea del Sur y Taiwán, siendo la habitual Gonghwaguk (共和國). El nombre Han data de las antiguas Confederaciones Samhan de la era de los tres antiguos reinos de Corea.
Los surcoreanos no suelen referirse a su propio país como "Corea del Sur", sino que el nombre habitual en forma corta es Hanguk («País Han») que tiene la connotación de referirse a toda Corea. En muy pocas ocasiones usan Namhan (남한, «Han Sur») para referirse a Corea del Sur específicamente. Por otro lado, los norcoreanos usan Namchosŏn (남조선, «Chosŏn Sur»), ya que ellos llaman Chosŏn a Corea, no Hanguk. En español, así como en la mayoría de las lenguas occidentales, la nación es muchas veces referida como Corea, palabra derivada de la dinastía Goryeo, la cual adoptó su nombre en referencia al aún más antiguo Reino de Koguryŏ.

## Historia

### Antes de la división
Los primeros restos humanos hallados en Corea datan de hace alrededor de 500 000 años. De acuerdo a la tradición, en el año 2333 a. C., Tangun fundó el reino de Joseon (a menudo conocido como "Gojoseon" para evitar la confusión con la dinastía del siglo XIV del mismo nombre; el prefijo go significa "viejo" o "anterior"), que se desintegró después de varias guerras.

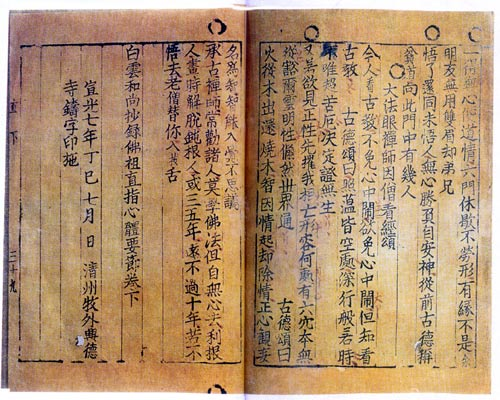
Jikji, el primer libro impreso en una imprenta con móviles metálicos, en 1377, 62 años antes de la Imprenta de Gutenberg.

La antigua Corea pasó a albergar una serie de ciudades-Estado en constantes guerras, que aparecían y desaparecían de manera constante. No obstante, tres reinos, Baekje, Koguryŏ y Silla se fortalecieron y entre los tres dominaron la escena histórica de Corea por más de doscientos años, en el periodo conocido como los Tres Reinos de Corea. En el año 676, Silla logró unificar casi todo el territorio coreano, con excepción del reino de Balhae. El dominio de estos dos reinos sobre todo Corea y parte de Manchuria dio origen al Periodo de los Estados Norte y Sur.
Tras su decadencia, en 918, el general Wang Geon fundó el reino de Goryeo (o Koryŏ, de donde proviene el nombre de Corea). En el siglo XIII, la invasión de los mongoles debilitó a Goryeo: después de casi treinta años de guerra, el reino conservó el dominio sobre todo el territorio de Corea, aunque en realidad solo era un tributario más de los mongoles. Al derrumbe del Imperio Mongol, le siguieron una serie de luchas políticas y tras la rebelión del General Yi Seong-gye en 1388, la dinastía Joseon reemplazó a la Goryeo.

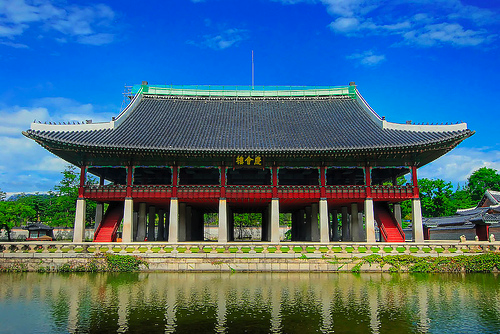
El palacio de Gyeongbok es el más grande de los cinco grandes palacios construido durante la dinastía Joseon.

Entre 1592 y 1598, los japoneses invadieron Corea, después de que los Joseon se negaran a brindarle paso seguro al Ejército japonés, liderados por Toyotomi Hideyoshi, en su campaña para la conquista de China. La guerra finalizó cuando los japoneses se retiraron después de la muerte de Hideyoshi. Es en esta guerra donde se da el surgimiento como héroe nacional del almirante Yi Sun-Sin y la popularización del famoso "Barco Tortuga".
En el siglo XVII, Corea fue finalmente derrotada por los manchúes y se unió al Imperio Qing. Durante el siglo XIX, gracias a su política aislacionista, Corea ganó el nombre del "Reino ermitaño". La dinastía Joseon trató de protegerse contra el imperialismo occidental, pero fueron obligados a abrir sus puertas al comercio. Después de las guerras Sino-Japonesas y de la guerra Ruso-Japonesa, Corea quedó bajo el dominio colonial japonés (1910-1945). Durante esta época se integró con la parte de Manchuria conquistada por los japoneses y no reconquistada por los soviéticos con el nombre de Manchukuo, al que dio categoría ficticia de imperio, puesto que lo consideraba un Gobierno títere, nombrado por ellos, y un país satélite, conquistado. Al final de la Segunda Guerra Mundial, los japoneses se rindieron ante las fuerzas soviéticas y estadounidenses, que ocuparon las mitades norte y sur de Corea, respectivamente.

### Después de la división
En 1948, como consecuencia de la división de la península entre los soviéticos y los estadounidenses, surgieron dos nuevas entidades: Corea del Norte y Corea del Sur. En el norte, un guerrillero antijaponés y activista comunista, Kim Il-sung, obtuvo el poder a través del apoyo soviético, y en el sur, un líder político exiliado de derecha, Syngman Rhee, fue nombrado presidente.
El 25 de junio de 1950, Corea del Norte invadió Corea del Sur con la acción militar que desencadenó la guerra de Corea. En aquel momento, el delegado de la Unión Soviética en el Consejo de Seguridad de la ONU estuvo ausente como protesta por la negativa de admitir a la República Popular China dentro del organismo. Esto permitió a las Naciones Unidas, lideradas por el Ejército estadounidense, intervenir para frenar la invasión. Por su parte, la Unión Soviética y China decidieron respaldar a Corea del Norte, enviando efectivos y provisiones a sus tropas. Después de las pérdidas masivas de civiles norcoreanos y surcoreanos, la guerra finalmente llegó a un punto muerto. El armisticio de 1953 dividió la península a lo largo de la zona desmilitarizada de Corea, cerca de la línea de demarcación original. Ningún tratado de paz fue firmado, por lo que técnicamente los dos países continuaron en guerra. Al menos 2,5 millones de personas murieron durante el conflicto.
En 1960, un movimiento estudiantil llevó a la renuncia del presidente Syngman Rhee. A este evento le siguió un período de inestabilidad política, que un año más tarde finalizaría con el golpe de Estado realizado por el general Park Chung-hee (el "5-16 coup d' état"). Park fue duramente criticado como un dictador despiadado y por la represión política que existió durante su mandato; sin embargo, hizo que la economía coreana se desarrollara de manera significativa, ya que alentó el rápido crecimiento económico impulsando las exportaciones. Park fue presidente hasta su asesinato, ocurrido en 1979.
Los años que le siguieron al asesinato de Park fueron marcados nuevamente por una agitación política, ya que los líderes de la oposición anteriormente reprimida realizaron múltiples intentos para acceder al sillón presidencial. En 1980, se realizó otro golpe de Estado, esta vez por el general Chun Doo-hwan en contra del gobierno transitorio de Choi Kyu-hah, quien ocupaba el cargo de primer ministro durante el mandato de Park. El hecho de que Chun asumiera la presidencia desencadenó protestas a nivel nacional exigiendo democracia y legalidad en las elecciones. Durante la Masacre de Gwangju en mayo de 1980, centenares, si no miles, de manifestantes, estudiantes y sindicalistas mueren por la represión del régimen surcoreano.
Chun y su gobierno mantuvieron a Corea bajo un régimen despótico hasta 1987, cuando las manifestaciones de trabajadores y de grupos opositores estallaron por todo el país. Finalmente, el partido político de Chun, el Partido de la Justicia Democrática, y su líder, Roh Tae-woo, dieron a conocer la Declaración del 29 de junio, que incluía la convocatoria a elecciones directas para elegir un nuevo presidente. Roh ganó las elecciones por un estrecho margen contra los dos dirigentes de los principales partidos de oposición, Kim Dae-Jung y Kim Young-Sam.

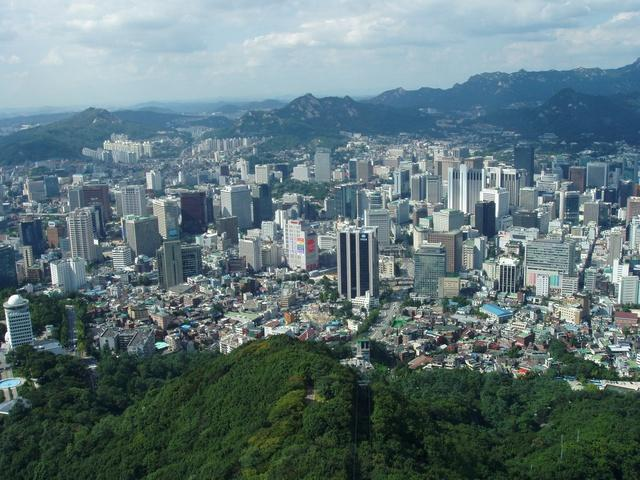
La ciudad de Seúl experimentó un rápido crecimiento urbano durante las décadas de 1980 y 1990.

En 1988, Seúl organizó satisfactoriamente los Juegos Olímpicos de verano de 1988, y en 1996 su continuo desarrollo económico llevó al ingreso del país a la Organización para la Cooperación y el Desarrollo Económico (OCDE). Como la mayoría de sus vecinos asiáticos, la economía nacional se vio afectada por la crisis financiera asiática de 1997, sin embargo, el país fue capaz de recuperarse y continuar su crecimiento económico.
En junio de 2000, como parte de la "Política del Sol" del presidente Kim Dae-Jung, se celebró la Cumbre Intercoreana, la cual tuvo lugar en Pionyang, la capital de Corea del Norte. Más tarde, ese mismo año, Dae-Jung recibió el Premio Nobel de la Paz "por su trabajo para la democracia y los derechos humanos en Corea del Sur y en el este asiático en general y para la paz y la reconciliación con Corea del Norte en particular". En 2002, Corea del Sur y Japón fueron los anfitriones de la Copa Mundial de Fútbol de 2002, sin embargo, más tarde las relaciones entre ambas naciones se deterioraron, debido al conflicto sobre la posesión de las Rocas de Liancourt (Dokdo en coreano).

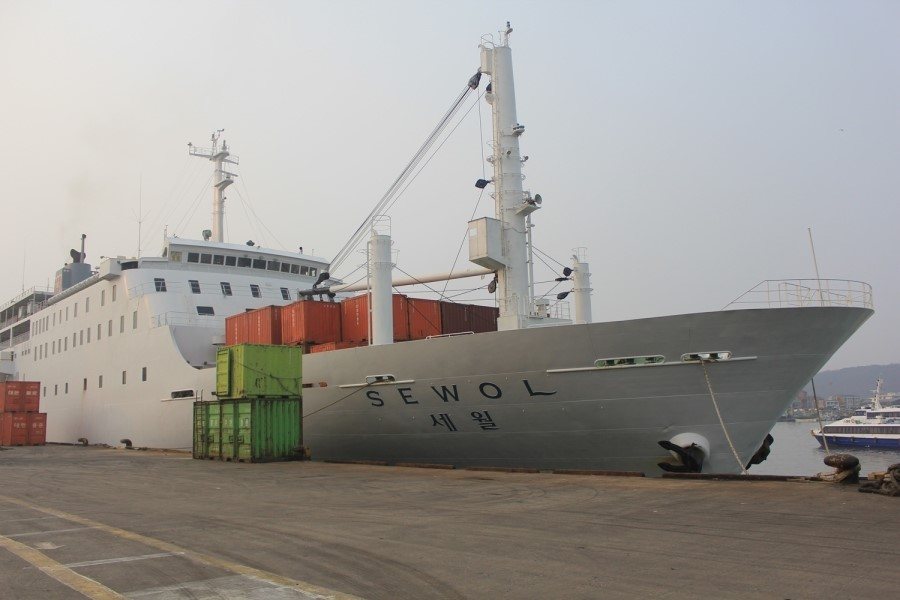
El hundimiento del ferry Sewol en 2014 provocó la muerte a 293 personas.

En 2010, la corbeta surcoreana ROKS Cheonan (PCC-772) se hundió en una acción por la que se responsabilizó a su vecino del norte. En diciembre de 2012, con casi la totalidad de los votos escrutados, la Comisión Electoral Nacional otorgó a Park Geun-hye el 51,6 % de los sufragios, frente al 48 % de su rival, Moon Jae-in. Park, hija del dictador Park Chung-hee, ha hecho historia al convertirse en la primera mujer que llega a la presidencia de Corea del Sur. En abril de 2014, debido al trágico naufragio del Sewol, dimitió el primer ministro Chung Hong-won, afirmó que sería una carga demasiado grande por la administración. Para marzo de 2017, es destituida la presidenta Park Geun-hye y es la primera vez que es destituido un presidente de su cargo en el país. El 9 de mayo de 2017 se celebró la jornada electoral, resultando ganador de la contienda electoral el Sr. Moon Jae-in, ejerciendo potestad el 10 de mayo.
Ocurrió la cumbre intercoreana entre el presidente surcoreano Moon Jae-in y el líder norcoreano Kim Jong-un, el 27 de abril de 2018.
En los últimos días de diciembre de 2024, el presidente Yoon Suk-yeol, se ha enfrentado a una compleja batalla política con la oposición, que controla el parlamento. Tras declarar la ley marcial el día 3 de diciembre del 2024 aseguró que la retiraría en cinco horas. Esto se produce después de la aprobación de una resolución que exigía que la ley marcial fuera aprobada en la Asamblea Nacional. Yoon afirmó que declararía la ley marcial si hubiera mayoría en el Senado. La ley marcial fue la primera en más de cuatro décadas en Corea del Sur, y se promulgó para defender a la República de Corea del Sur de las amenazas de las fuerzas comunistas y para proteger el orden constitucional libre, ese día, Yoon promulgó la ley marcial para librar a la oposición de la "influencia antiestatal". Tras unas horas de disturbios, la Asamblea Nacional aprobó por unanimidad una moción para levantar la ley marcial. Muchas horas después de protestas, y como el ejército no podía retirarse sin la autorización presidencial, Yoon levantó su declaración previa de ley marcial y ordenó a los militares que se retiraran. La ley marcial se promulgó para evitar la difusión de noticias falsas y mantener la seguridad y el orden público. La ley marcial fue una respuesta a la represión de los partidos políticos surcoreanos, que habían sido criticados por su apoyo a la ley marcial, algunos pensaron que fue un golpe de Estado.
Posteriormente, el 14 de diciembre, la Asamblea Nacional destituyó a Yoon y lo suspendió de su cargo a la espera de una decisión final de la Corte Constitucional sobre si confirmar o no su destitución de la presidencia. La Corte Constitucional de Corea del Sur reunió el día 16 de diciembre para hablar de los procedimientos de juicio político contra Yoon Suk-yeol, y la renuncia de Han Dong Hoon.
El 28 de diciembre, miles de ciudadanos participaron en una manifestación en Seúl exigiendo la dimisión del presidente Yoon Suk-yeol, a pesar de la crisis política y de las tensiones en el país.
Yoon Suk-yeol, el suspendido presidente de Corea del Sur, ha pedido a los militares que abran fuego para entrar en el Parlamento durante su intento de imponer la ley marcial. Se le ha investigado por declarar la ley y enviar al ejército al Parlamento. Yoon se encuentra ahora en la Corte Constitucional, que debe validar o invalidar su salida en un plazo de seis meses. Se enfrenta a cargos de insurrección, por lo que podría ser condenado a cadena perpetua.

## Gobierno y política

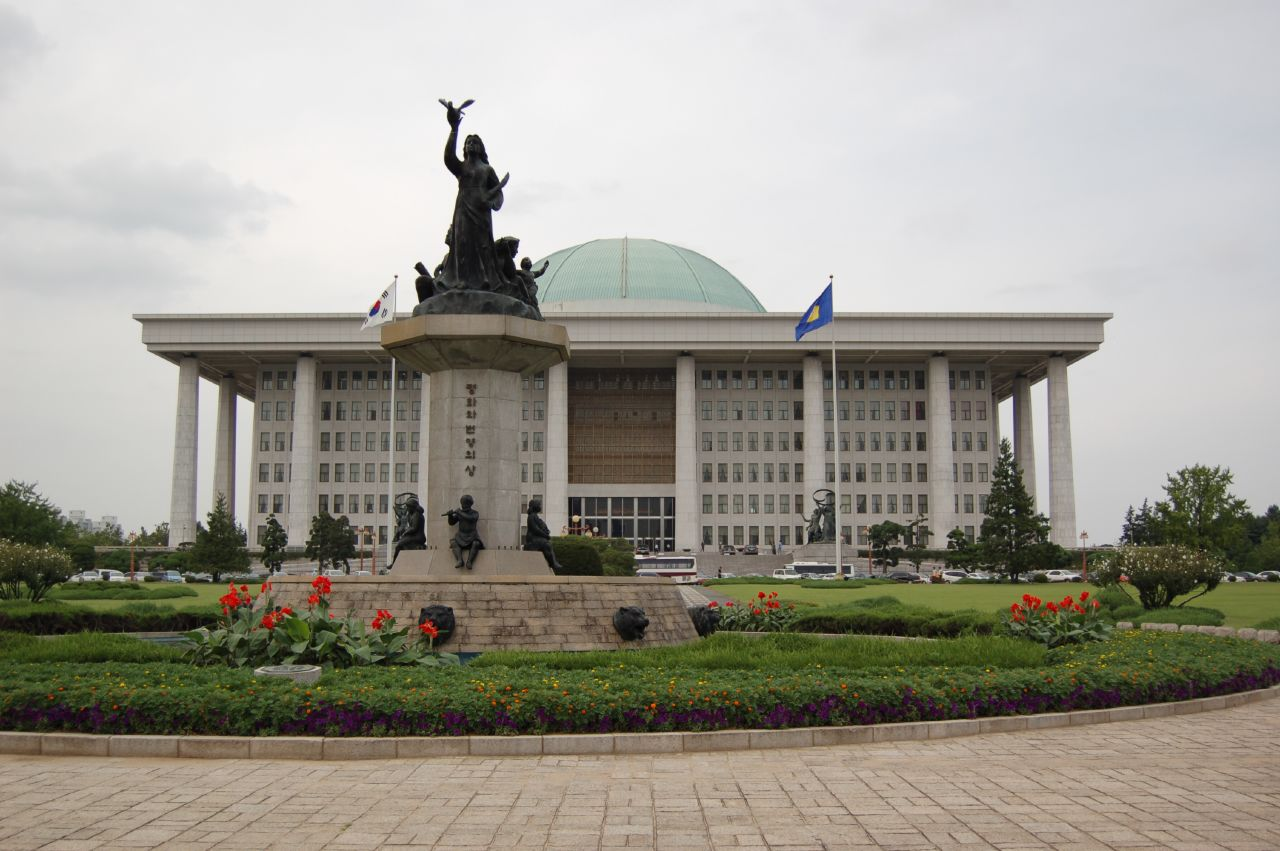
La Asamblea Nacional de Corea del Sur.

El Gobierno se define como una democracia representativa. Como muchas democracias, en el país se presenta la división de poderes en Ejecutivo, Judicial y Legislativo. Las ramas ejecutiva y legislativa operan principalmente a nivel nacional, aunque varios ministerios en el Poder Ejecutivo también realizan funciones locales. Los Gobiernos provinciales son semiautónomos y cuentan con órganos legislativos propios. La rama judicial opera tanto en el ámbito nacional como local.
El jefe de Estado es el presidente, elegido por voto directo popular para un único mandato de cinco años. Además de ser el más alto representante de la República y el comandante en jefe de las Fuerzas Armadas, el presidente también nombra al primer ministro (después de ser aprobado por el Parlamento) y preside el Consejo de Estado. El primer ministro es el jefe de Gobierno del país, y desempeña muchas de las funciones del Poder Ejecutivo. El Parlamento coreano, unicameral, se llama Asamblea Nacional, o Gukhoe (국회;國會). Sus miembros ejercen mandatos de cuatro años. La legislatura tiene actualmente 300 escaños, de los cuales 246 son elegidos por voto regional y los restantes son distribuidos por representación proporcional. La Institución Judicial superior es el Tribunal Supremo, cuyos jueces son nombrados por el presidente con el consentimiento del Parlamento.
La estructura del Gobierno surcoreano está determinada por la Constitución de la República de Corea. Este documento ha sufrido varias modificaciones desde 1948, fecha en que la fue promulgado, poco después de la independencia. Sin embargo, la constitución ha conservado muchas de sus características generales y, con la excepción de la efímera Segunda República de Corea del Sur, el país siempre ha contado con un sistema presidencial con un líder del Poder Ejecutivo independiente del presidente. Las primeras elecciones directas se celebraron en 1948. Aunque Corea del Sur sufrió una serie de dictaduras militares desde la década de 1960 hasta la década de 1980, el país logró convertirse en una democracia liberal. Hoy en día, The World Factbook describe la democracia surcoreana como una "democracia moderna completamente funcional".

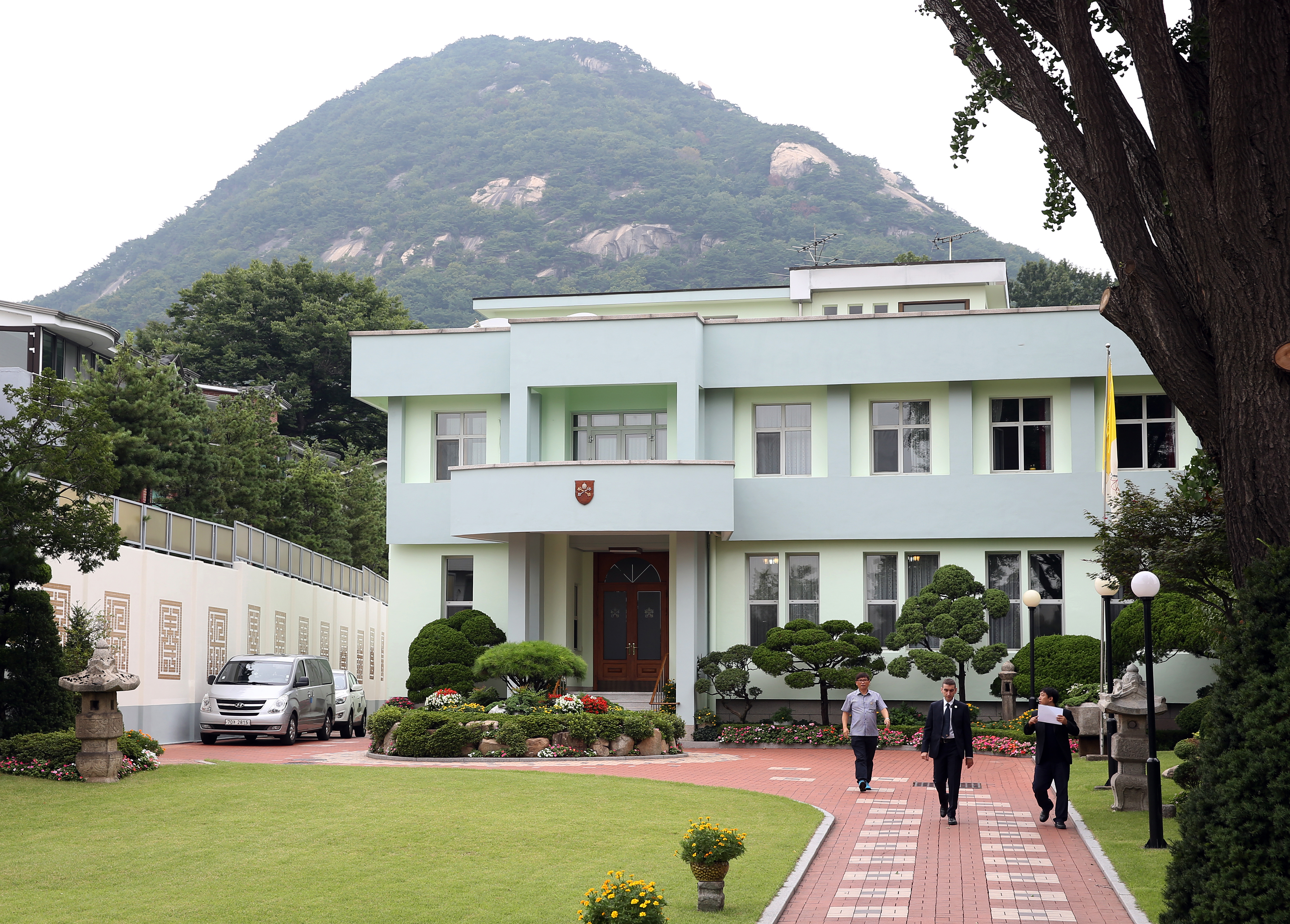
La Nunciatura Apostólica en Seúl

### Relaciones exteriores
Corea del Sur mantiene relaciones diplomáticas con aproximadamente 170 países. El país también forma parte de la Organización de las Naciones Unidas (ONU) desde 1991, cuando se convirtió en un Estado miembro al mismo tiempo que Corea del Norte. El 1 de mayo de 2007, el anterior Ministro de Asuntos Exteriores, Ban Ki-moon, asumió el cargo de secretario general de la ONU. El país también ha desarrollado vínculos con la Asociación de Naciones del Sureste Asiático, como un miembro observador del grupo ANSA + 3 y con la Cumbre de Asia Oriental (EAS).
Desde mayo de 2007, Corea del Sur y la Unión Europea han estado negociando un acuerdo de libre comercio para reducir las barreras comerciales entre ambas entidades. Además, también se encuentra negociando un acuerdo de libre comercio con Canadá, y otro con Nueva Zelanda. En noviembre de 2009, la nación fue admitida en el Comité de Ayuda al Desarrollo de la OCDE, siendo la primera vez que un país que recibió ayuda de este organismo se convierte en miembro pleno del mismo. En 2010, Seúl fue la sede de la Cumbre del G-20.
China

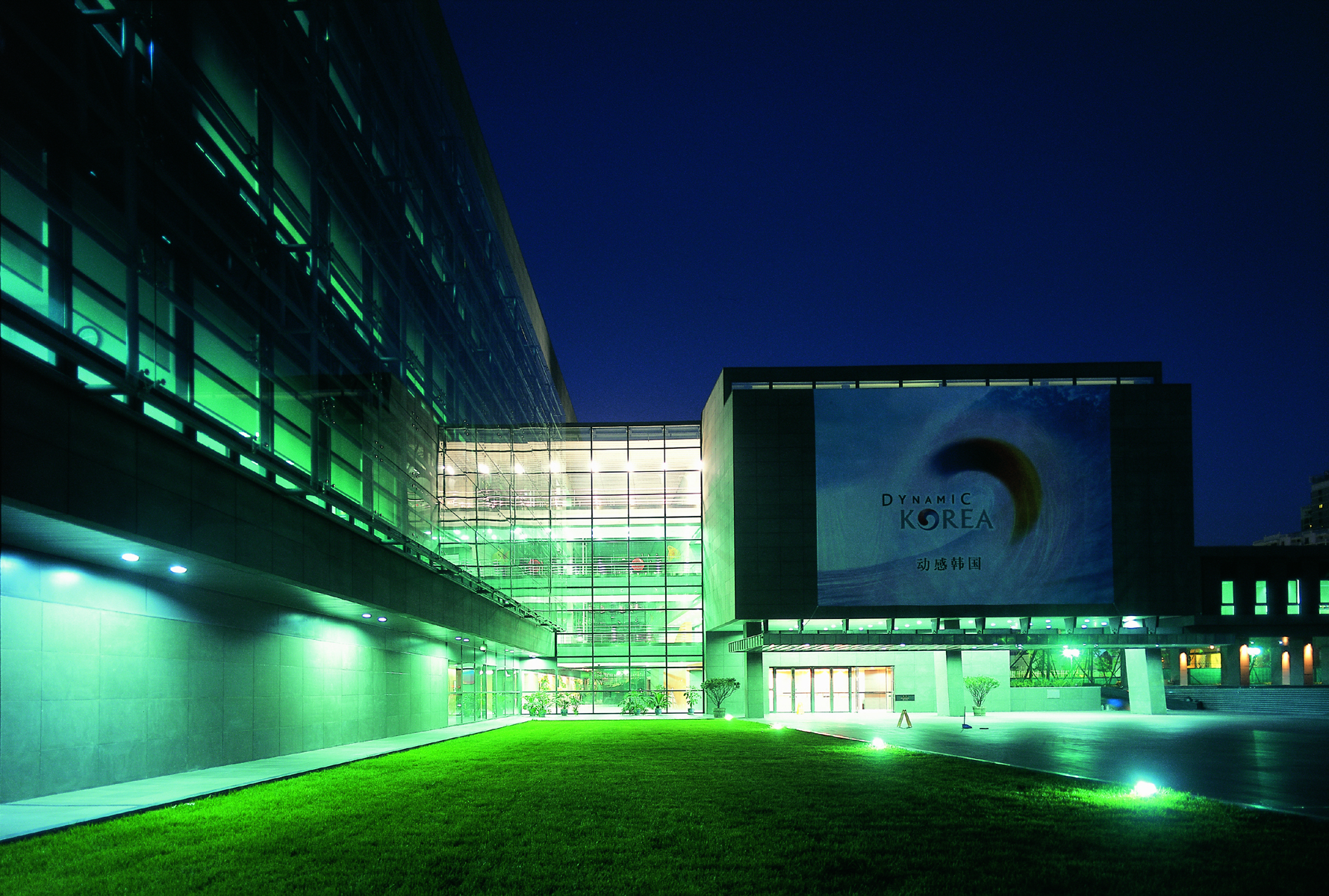
Embajada de Corea del Sur en Pekín, China

Históricamente, Corea ha tenido relaciones relativamente estrechas con China. Antes de la división de la península, varios combatientes de la independencia coreana trabajaron con soldados chinos durante la ocupación japonesa. Sin embargo, después de la Segunda Guerra Mundial, la República Popular de China adoptó el maoísmo, mientras que Corea del Sur buscó mejorar sus relaciones con Estados Unidos. Además, durante la guerra de Corea, China brindó asistencia y suministros al Ejército de Corea del Norte, lo que tuvo como consecuencia el cese casi por completo de las relaciones diplomáticas con China.
Estas relaciones se descongelaron gradualmente y el 24 de agosto de 1992 ambos países restablecieron las relaciones diplomáticas formales. Las dos naciones lograron superar el embargo comercial de cuarenta años que habían experimentado, haciendo que el intercambio entre ellos mejorara constantemente desde 1992. Sin embargo, para poder entablar relaciones oficiales con la República Popular de China, el país tuvo que romper sus relaciones oficiales con la República de China.
Japón

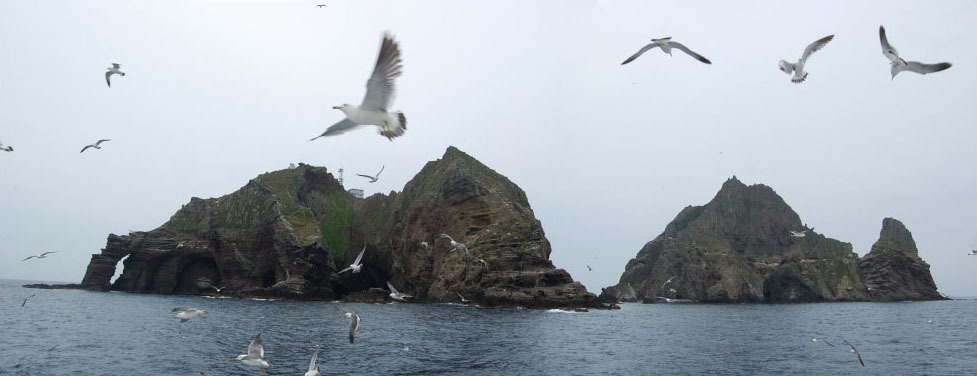
La soberanía sobre las Rocas de Liancourt desencadenó una serie de fricciones con Japón.

Aunque no hubo conflictos diplomáticos formales entre Corea del Sur y Japón después del final de la Segunda Guerra Mundial, en 1965 firmaron el "Tratado sobre la base de las relaciones entre Japón y la República de Corea" para establecer relaciones diplomáticas. Existe un fuerte sentimiento antijaponés en el país debido al gran número de disputas entre japoneses y coreanos, muchas de los cuales provienen de la época de la ocupación japonesa. Durante la guerra, más de 100 000 coreanos se vieron obligados a servir en el Ejército Imperial Japonés. Muchas mujeres coreanas fueron llevadas hacia el frente de guerra para servir al Ejército Imperial Japonés como esclavas sexuales, llamadas mujeres de confort.
Después de más de cuatro décadas, en un intento por mejorar las relaciones entre ambos países y por incentivar la práctica del fútbol, la FIFA decidió otorgar a ambos países la sede compartida de la Copa Mundial de Fútbol 2002. Según una encuesta, 74,6 % de los japoneses y 60,9 % de los surcoreanos pensaban que este evento mejoraría la situación entre las dos naciones. Actualmente, aunque el conflicto de la soberanía sobre las Dokdo ha complicado el acercamiento de ambas naciones, Japón y Corea del Sur son socios comerciales importantes para sus respectivas economías, además de que existe un fenómeno de intercambio cultural entre ellos.
Corea del Norte

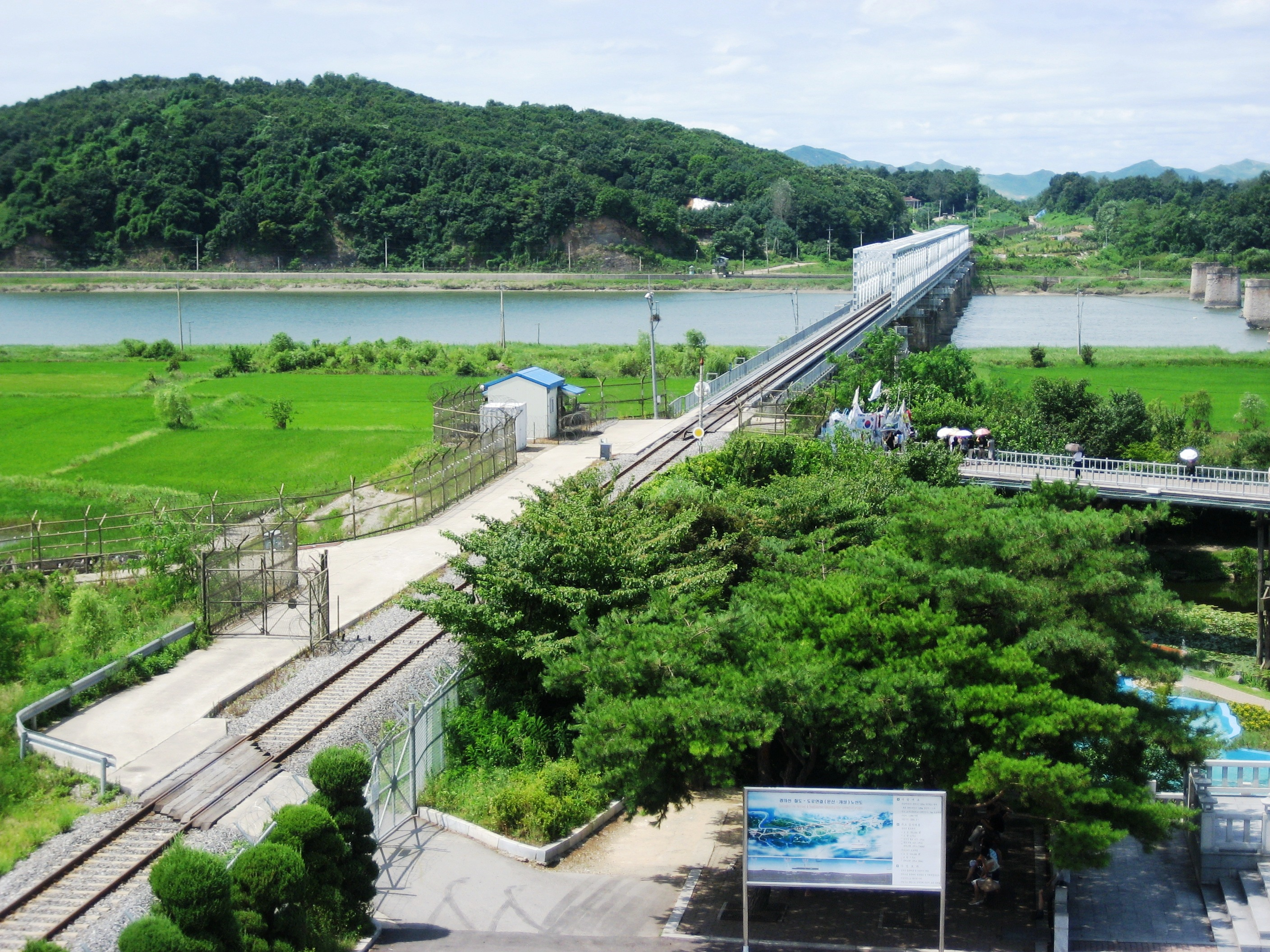
Imagen de la Zona Desmilitarizada de Corea, la frontera más custodiada del mundo.

Por otro lado, las dos Coreas reclaman su soberanía sobre toda la península y sus islas periféricas. Tras las hostilidades que se presentaron durante la guerra de Corea, de 1950 a 1953, las dos Coreas firmaron un armisticio, pero nunca un acuerdo de paz. El 4 de octubre de 2007, Roh Moo-hyun y el líder norcoreano Kim Jong-il firmaron un acuerdo de ocho puntos sobre cuestiones de paz permanente, conversaciones de alto nivel, cooperación económica, renovación de los servicios aéreos, ferroviarios y carreteras, además de formar una única delegación olímpica.
A pesar de los esfuerzos de reconciliación, el progreso fue complicado por las pruebas de misiles de Corea del Norte en 1993, 1998, 2006 y 2009. A principios de 2009, las relaciones entre los dos países eran tensas; se informó que los norcoreanos desplegaron varios misiles, rompiendo los acuerdos anteriores, además de que amenazó a Corea del Sur y a Estados Unidos para que no interfirieran con el lanzamiento de un satélite que había planeado. Después de varios conflictos y malentendidos, incluyendo el hundimiento de una corbeta surcoreana en marzo de 2010 y el bombardeo de la isla surcoreana de Yeonpyeong, el clima entre ambas naciones se ha vuelto tenso. Pese a la intervención de otros países y organismos internacionales, ambas Coreas aseguran estar listas para la guerra. En 2010, ambas Coreas todavía se encontraban técnicamente en guerra y compartían la frontera más fortificada del mundo.
El 8 de marzo de 2013, Corea del Norte dio por terminado el armisticio debido a la tensión entre las Coreas y la intervención de Estados Unidos en la región, y declaró la guerra total contra Corea del Sur el 30 de marzo de ese mismo año.

### Fuerzas Armadas
Una larga historia de invasiones por parte de sus vecinos y la tensión sin resolver con Corea del Norte han hecho que la nación destine el 2,6 % de su PIB y el 15 % del presupuesto anual a sus fuerzas armadas, al tiempo que mantiene el servicio militar obligatorio para todos los varones. De esta forma, Corea del Sur tiene el sexto número de tropas activas más grande del mundo, la segunda reserva militar más grande y el duodécimo presupuesto para la defensa más alto. El país, con un promedio de 3,7 millones de personal militar entre una población total de 50 millones de personas, tiene el segundo índice de soldados per cápita más grande en el mundo, solo después de Corea del Norte.

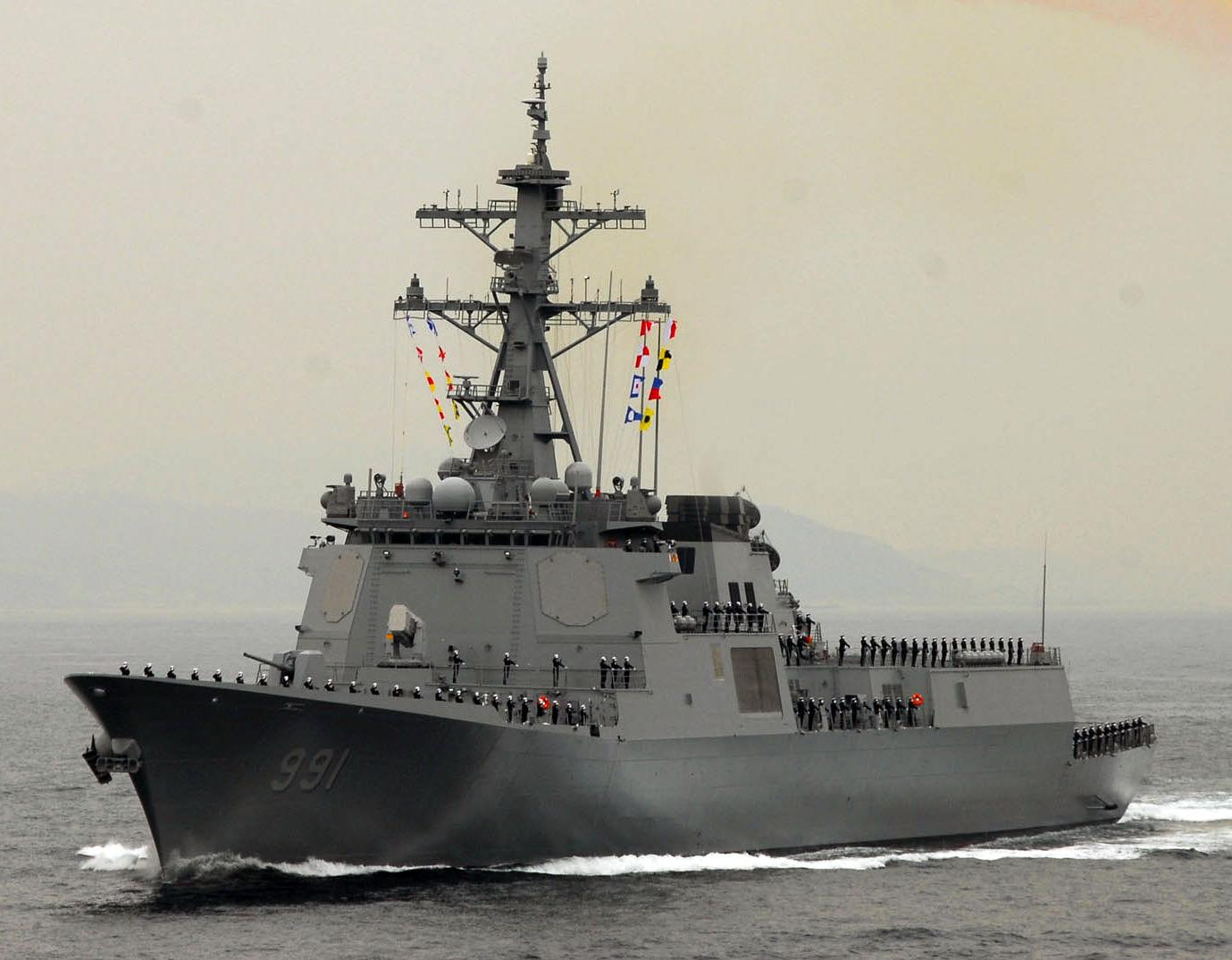
"Sejong el Grande", un destructor lanzamisiles de la marina de la República de Corea.

Las Fuerzas Armadas de la República de Corea son el Ejército de la República de Corea (ROKA), la Armada de la República de Corea (ROKN), la Fuerza Aérea de la República de Corea (ROKAF), la Infantería de Marina de la República de Corea (ROKMC) y las Fuerzas de Reserva. De estas fuerzas, casi dos millones se concentran cerca de la zona desmilitarizada de Corea. Todos los varones surcoreanos se encuentran constitucionalmente obligados a servir en el Ejército, normalmente durante un período de dos años. Sin embargo, ha habido debates sobre la reducción de la duración del servicio militar obligatorio e incluso sobre su eliminación. Recientemente, el Gobierno eximió a varios estudiantes de su servicio para permitirles una mayor profundización en sus campos de investigación. Además, los coreanos de ascendencia extranjera están exentos del servicio militar. Junto con los soldados, algunos coreanos son seleccionados para servir dos años en el programa KATUSA (Aumento Coreano al Ejército de los Estados Unidos).
El Ejército surcoreano cuenta con más de 2 300 tanques en operación, y la marina tiene la sexta flota de destructores más grande en el mundo. La Fuerza Aérea de Corea del Sur es la novena más grande en su tipo y cuenta principalmente con aviones de caza estadounidenses como el F-15K, KF-16 y el KAI T-50 Golden Eagle.
Desde la guerra de Corea, Estados Unidos mantiene estacionado un importante contingente de tropas en el territorio surcoreano para defender al país en caso de un ataque norcoreano. Este personal militar asciende a más de 29 000 soldados. A principios de 2007, el Secretario de Defensa de los Estados Unidos y el ministro de la Defensa Nacional de Corea del Sur determinaron que los surcoreanos retomarían el control operacional de sus fuerzas el 17 de abril de 2012. El Ejército de Estados Unidos estacionado en el país se transformaría en un nuevo comando de guerra, provisionalmente descrito como "Comando de Corea" (KORCOM).

### Derechos humanos
En materia de derechos humanos, respecto a la pertenencia a los siete organismos de la Carta Internacional de Derechos Humanos, que incluyen al Comité de Derechos Humanos (HRC), República de Corea ha firmado o ratificado:
| República de Corea | Tratados internacionales | Tratados internacionales  | Tratados internacionales | Tratados internacionales | Tratados internacionales  | Tratados internacionales | Tratados internacionales | Tratados internacionales | Tratados internacionales | Tratados internacionales | Tratados internacionales  | Tratados internacionales | Tratados internacionales | Tratados internacionales | Tratados internacionales | Tratados internacionales  | Tratados internacionales | Tratados internacionales  |
| --- | --- | ------------------------- | --- | --- | ------------------------- | ------------------------ | ------------------------ | ------------------------ | --- | --- | ------------------------- | ------------------------ | ------------------------ | ------------------------ | ------------------------ | ------------------------- | ------------------------ | ------------------------- |
| República de Corea | CESCR | CESCR                     | CCPR | CCPR | CCPR                      | CERD                     | CED                      | CEDAW                    | CEDAW | CAT | CAT                       | CRC                      | CRC                      | CRC                      | CRC                      | MWC                       | CRPD                     | CRPD                      |
| República de Corea | CESCR | CESCR-OP                  | CCPR | CCPR-OP1 | CCPR-OP2-DP               | CERD                     | CED                      | CEDAW                    | CEDAW-OP | CAT | CAT-OP                    | CRC                      | CRC-OP-AC                | CRC-OP-SC                | CRC-OP-CP                | MWC                       | CRPD                     | CRPD-OP                   |
| Pertenencia | Corea del Sur ha reconocido la competencia de recibir y procesar comunicaciones individuales por parte de los órganos competentes. | Ni firmado ni ratificado. | Corea del Sur ha reconocido la competencia de recibir y procesar comunicaciones individuales por parte de los órganos competentes. | Corea del Sur ha reconocido la competencia de recibir y procesar comunicaciones individuales por parte de los órganos competentes. | Ni firmado ni ratificado. | Firmado y ratificado.    | Firmado y ratificado.    | Firmado y ratificado.    | Corea del Sur ha reconocido la competencia de recibir y procesar comunicaciones individuales por parte de los órganos competentes. | Corea del Sur ha reconocido la competencia de recibir y procesar comunicaciones individuales por parte de los órganos competentes. | Ni firmado ni ratificado. | Firmado y ratificado.    | Firmado y ratificado.    | Firmado y ratificado.    | Sin información.         | Ni firmado ni ratificado. | Firmado y ratificado.    | Ni firmado ni ratificado. |
| Firmado y ratificado, firmado, pero no ratificado, ni firmado ni ratificado, sin información, ha accedido a firmar y ratificar el órgano en cuestión, pero también reconoce la competencia de recibir y procesar comunicaciones individuales por parte de los órganos competentes. | |                           | | |                           |                          |                          |                          | | |                           |                          |                          |                          |                          |                           |                          |                           |

## Organización territorial
Corea del Sur se subdivide en 8 provincias, 1 ciudad autónoma especial, 1 provincia autónoma especial y 7 ciudades metropolitanas:
| 1                                               | Seúl                  | 서울특별시     | 서울特別市     |
| 2                                               | Busan                 | 부산광역시     | 釜山廣域市     |
| 3                                               | Daegu                 | 대구광역시     | 大邱廣域市     |
| 4                                               | Incheon               | 인천광역시     | 仁川廣域市     |
| 5                                               | Gwangju               | 광주광역시     | 光州廣域市     |
| 6                                               | Daejeon               | 대전광역시     | 大田廣域市     |
| 7                                               | Ulsan                 | 울산광역시     | 蔚山廣域市     |
| Ciudad autónoma especial (Teukbyeoljachisi)\|-  |                       |                |                |
| 8                                               | Sejong                | 세종특별자치시 | 世宗特別自治市 |
| Provincias                                      |                       |                |                |
| 9                                               | Gyeonggi              | 경기도         | 京畿道         |
| 10                                              | Gangwon               | 강원도         | 江原道         |
| 11                                              | Chungcheong del Norte | 충청북도       | 忠淸北道       |
| 12                                              | Chungcheong del Sur   | 충청남도       | 忠淸南道       |
| 13                                              | Jeolla del Norte      | 전라북도       | 全羅北道       |
| 14                                              | Jeolla del Sur        | 전라남도       | 全羅南道       |
| 15                                              | Gyeongsang del Norte  | 경상북도       | 慶尙北道       |
| 16                                              | Gyeongsang del Sur    | 경상남도       | 慶尙南道       |
| Provincia autónoma especial (Teukbyeoljachi-do) |                       |                |                |
| 17                                              | Jeju                  | 제주특별자치도 | 濟州特別自治道 |

## Geografía

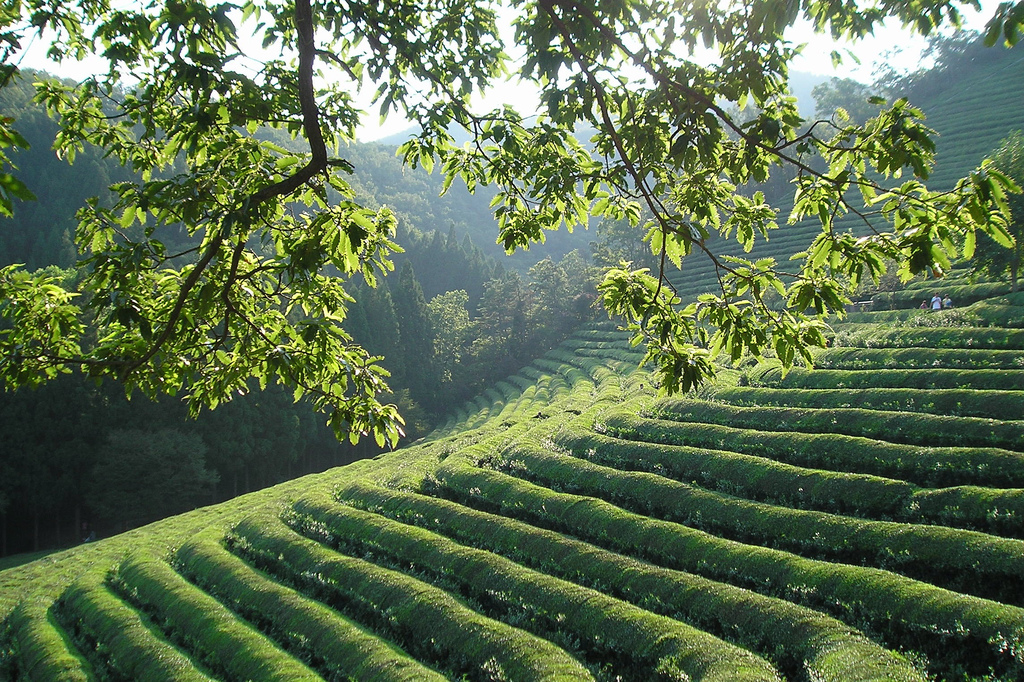
Campos de té de Boseong.

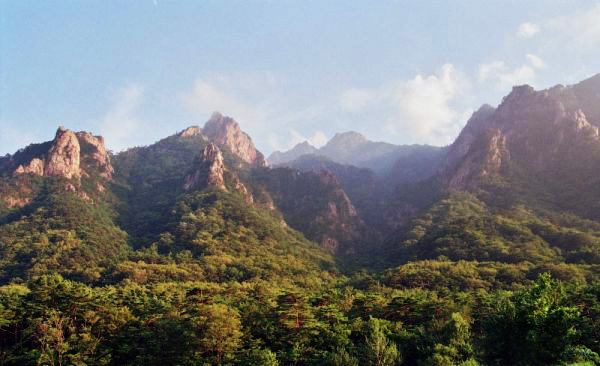
Los montes del Parque nacional de Seorak

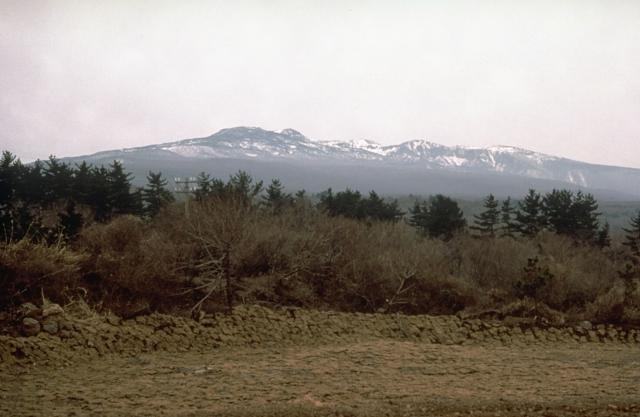
Hallasan, el punto más alto de Corea del Sur.

Corea del Sur ocupa la parte sur de la península de Corea, que se extiende unos 1100 km desde el continente asiático. Esta península montañosa está flanqueada por el mar Amarillo al oeste y el mar del Japón hacia el este. En el extremo sur se encuentra el estrecho de Corea y el mar de China Oriental. La superficie total del país asciende a 100 363 km². El territorio nacional se puede dividir en cuatro regiones generales: la región oriental de montes altos y llanuras costeras estrechas; la región occidental de amplias llanuras costeras, cuencas fluviales y colinas; la región suroeste con montañas y valles y la región sureste donde predomina la amplia cuenca del río Nakdong. El relieve es principalmente montañoso, por lo que la mayoría del suelo no es cultivable. Las tierras bajas, ubicadas principalmente en el oeste y el sureste, constituyen solo el 30 % del área total de tierra.
Unas tres mil islas, en su mayoría pequeñas y deshabitadas, se encuentran frente a las costas oeste y sur. Jeju-do se encuentra a unos 100 kilómetros de la costa sur. Es la isla más grande del país, con un área de 1845 km². En Jeju se encuentra el punto más alto de Corea del Sur: Hallasan, un volcán extinto, con 1975 metros por encima del nivel del mar. Las islas más orientales incluyen a Ulleungdo y las rocas de Liancourt (Dokdo), mientras que Marado y la roca de Socotra son las islas más al sur del país. Existen cerca de veinte parques nacionales, además de que con algunos sitios naturales cuentan con gran popularidad entre los turistas, como el campo de té de Boseong y el parque ecológico de la bahía de Suncheon, en la provincia de Jeolla del Sur. Los principales ríos son el Han y el Nakdong, que nacen en el sistema montañoso del Taebaek. El Han se dirige hacia la costa oeste para desembocar en el mar Amarillo tras 514 km y pasar por Seúl, mientras que el Naktong, de mayor longitud (525 km), circula en dirección sur hasta alcanzar las aguas del estrecho de Corea.

### Clima

Tipos de clima en Corea del Sur

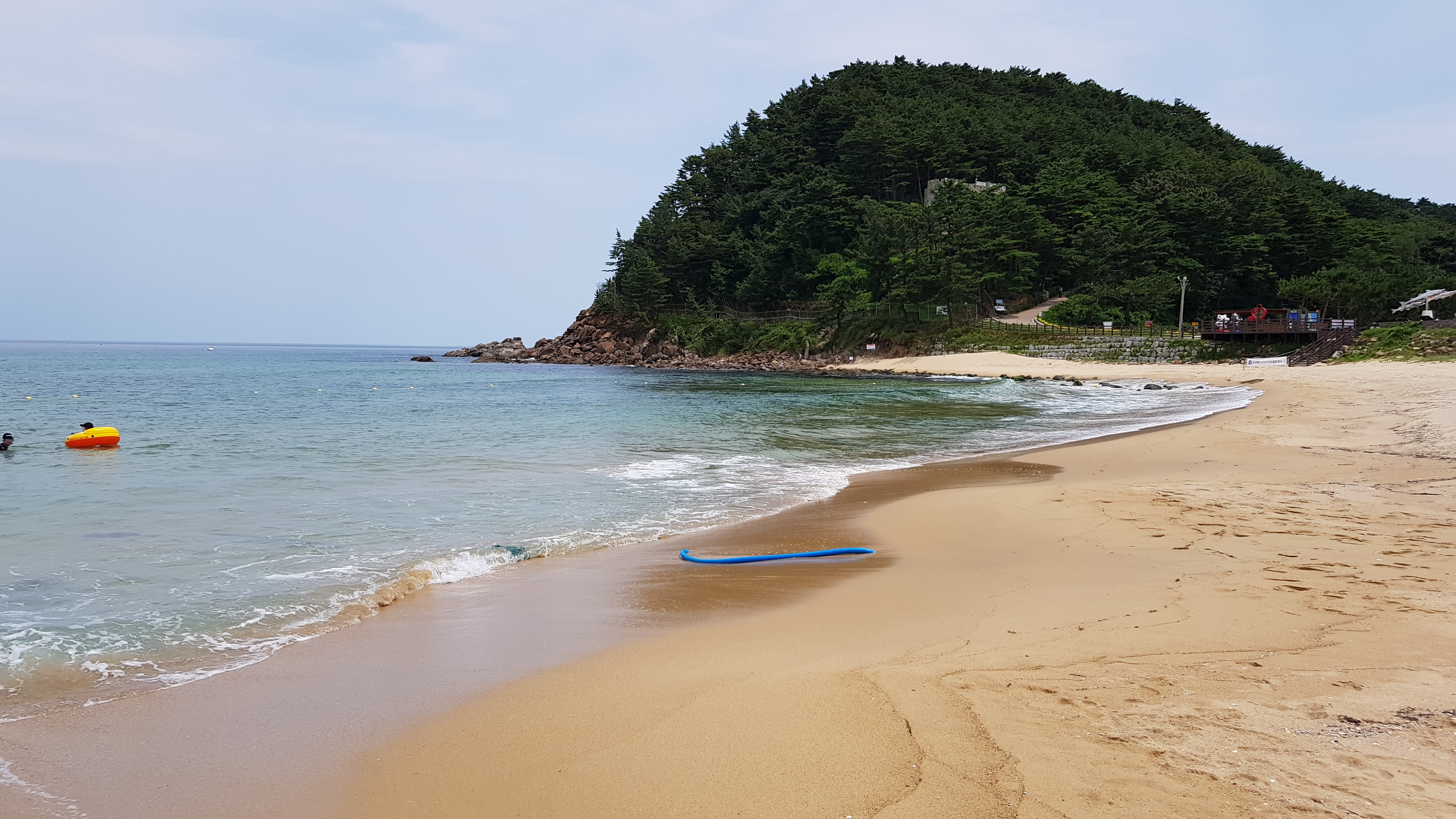
Una playa coreana

El país tiende a tener un clima continental húmedo y un clima subtropical húmedo y se ve afectado por el monzón de Asia oriental, con precipitaciones más abundantes en verano durante una corta temporada de lluvias llamada jangma (장마), que comienza a finales de junio y termina a finales de agosto. Los inviernos pueden ser muy fríos, con una temperatura mínima que se acerca a los –20 °C en la parte más septentrional del país.
En Seúl, el rango de la temperatura promedio en enero va de –7 °C a 1 °C, mientras que en agosto asciende de 22 °C a 30 °C. Las temperaturas en invierno son más suaves a lo largo de la costa sur y considerablemente bajas en el interior montañoso. Las precipitaciones se concentran en los meses de verano, de junio a septiembre. En esa misma época, la costa sur está sujeta a los tifones que traen consigo vientos fuertes y lluvias intensas. La precipitación media anual varía de 1370 milímetros en Seúl a 1470 milímetros en Busan.
| Parámetros climáticos promedio de Seúl | Parámetros climáticos promedio de Seúl | Parámetros climáticos promedio de Seúl | Parámetros climáticos promedio de Seúl | Parámetros climáticos promedio de Seúl | Parámetros climáticos promedio de Seúl | Parámetros climáticos promedio de Seúl | Parámetros climáticos promedio de Seúl | Parámetros climáticos promedio de Seúl | Parámetros climáticos promedio de Seúl | Parámetros climáticos promedio de Seúl | Parámetros climáticos promedio de Seúl | Parámetros climáticos promedio de Seúl | Parámetros climáticos promedio de Seúl |
| Mes                                    | Ene.                                   | Feb.                                   | Mar.                                   | Abr.                                   | May.                                   | Jun.                                   | Jul.                                   | Ago.                                   | Sep.                                   | Oct.                                   | Nov.                                   | Dic.                                   | Anual                                  |
| -------------------------------------- | -------------------------------------- | -------------------------------------- | -------------------------------------- | -------------------------------------- | -------------------------------------- | -------------------------------------- | -------------------------------------- | -------------------------------------- | -------------------------------------- | -------------------------------------- | -------------------------------------- | -------------------------------------- | -------------------------------------- |
| Temp. máx. media (°C)                  | 0.8                                    | 3.3                                    | 9.5                                    | 17.3                                   | 22.9                                   | 26.6                                   | 28.5                                   | 29.5                                   | 25.5                                   | 19.7                                   | 11.2                                   | 3.7                                    | 16.5                                   |
| Temp. mín. media (°C)                  | - 7.1                                  | - 4.8                                  | 0.4                                    | 7                                      | 12.5                                   | 17.4                                   | 21.6                                   | 22.2                                   | 16.5                                   | 9.5                                    | 2.6                                    | - 4                                    | 7.8                                    |
| Precipitación total (mm)               | 23                                     | 24.6                                   | 46.8                                   | 93.9                                   | 91.8                                   | 133.9                                  | 369.4                                  | 294.2                                  | 168.7                                  | 49.5                                   | 53.3                                   | 21.4                                   | 1370.5                                 |
| Horas de sol                           | 310                                    | 308                                    | 372                                    | 390                                    | 434                                    | 450                                    | 434                                    | 403                                    | 360                                    | 341                                    | 300                                    | 279                                    | 4381                                   |
| Humedad relativa (%)                   | 64.4                                   | 64                                     | 63.1                                   | 61.3                                   | 64.5                                   | 72.2                                   | 81.3                                   | 78.9                                   | 72.5                                   | 67.4                                   | 66.3                                   | 65.9                                   | 68.5                                   |
| Fuente: Climate-Charts.com             |                                        |                                        |                                        |                                        |                                        |                                        |                                        |                                        |                                        |                                        |                                        |                                        |                                        |

### Flora y fauna

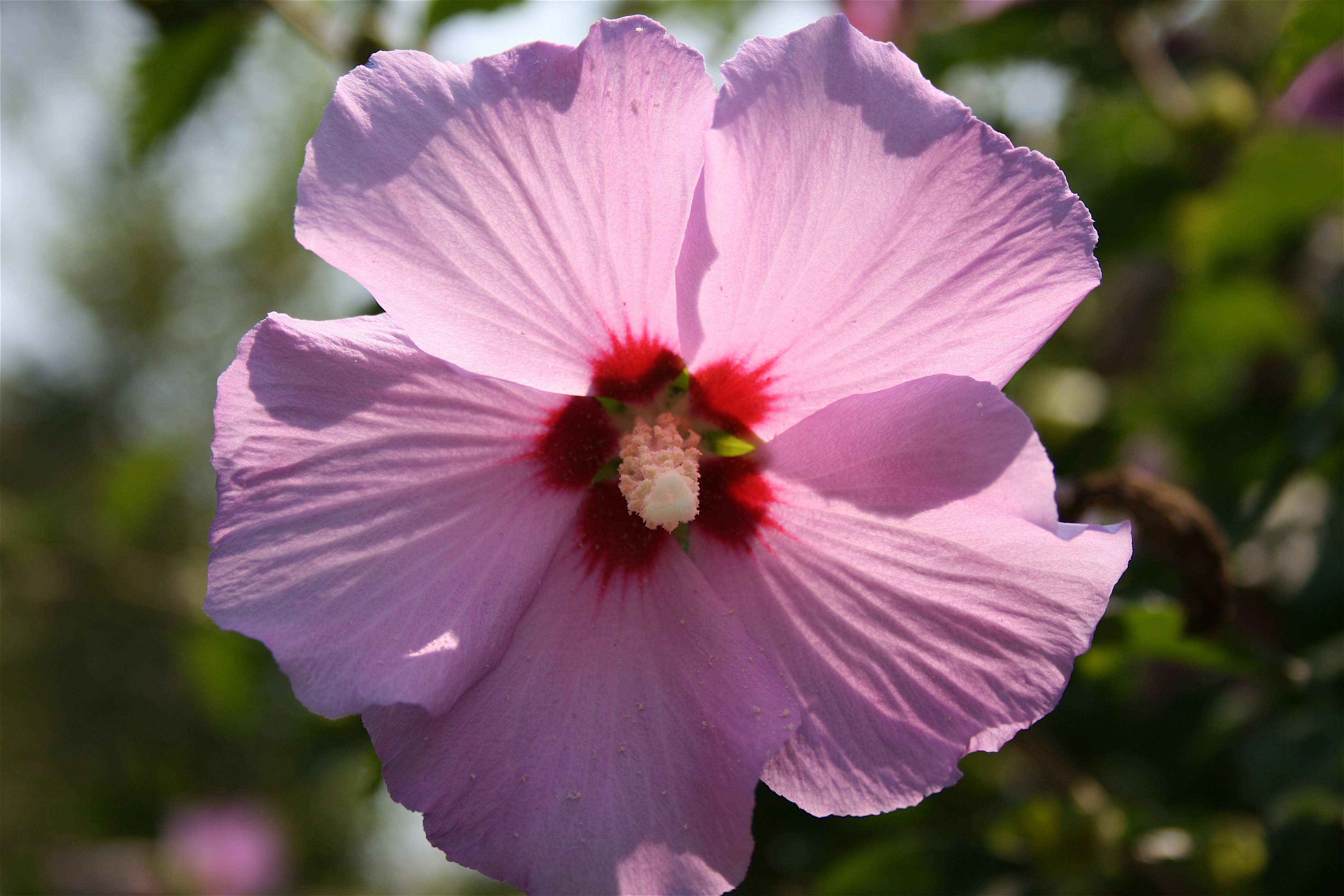
La Rosa de Siria es la flor nacional y uno de los símbolos de Corea del Sur.

El país se ubica en una zona donde predomina el clima húmedo continental, por lo que la vegetación más abundante es la típica de los bosques mixtos. Aquí se presentan especies vegetales de hoja caduca como el arce, el olmo y el álamo; al igual que árboles de hoja perenne como el pino y el abeto. En las zonas costeras del sur se pueden hallar distintas especies que no crecen en el resto del país, como el bambú, el laurel y el roble. Los bosques abarcan cerca de dos tercios del territorio nacional, aunque su número y extensión ha estado en constante disminución debido a las actividades humanas.

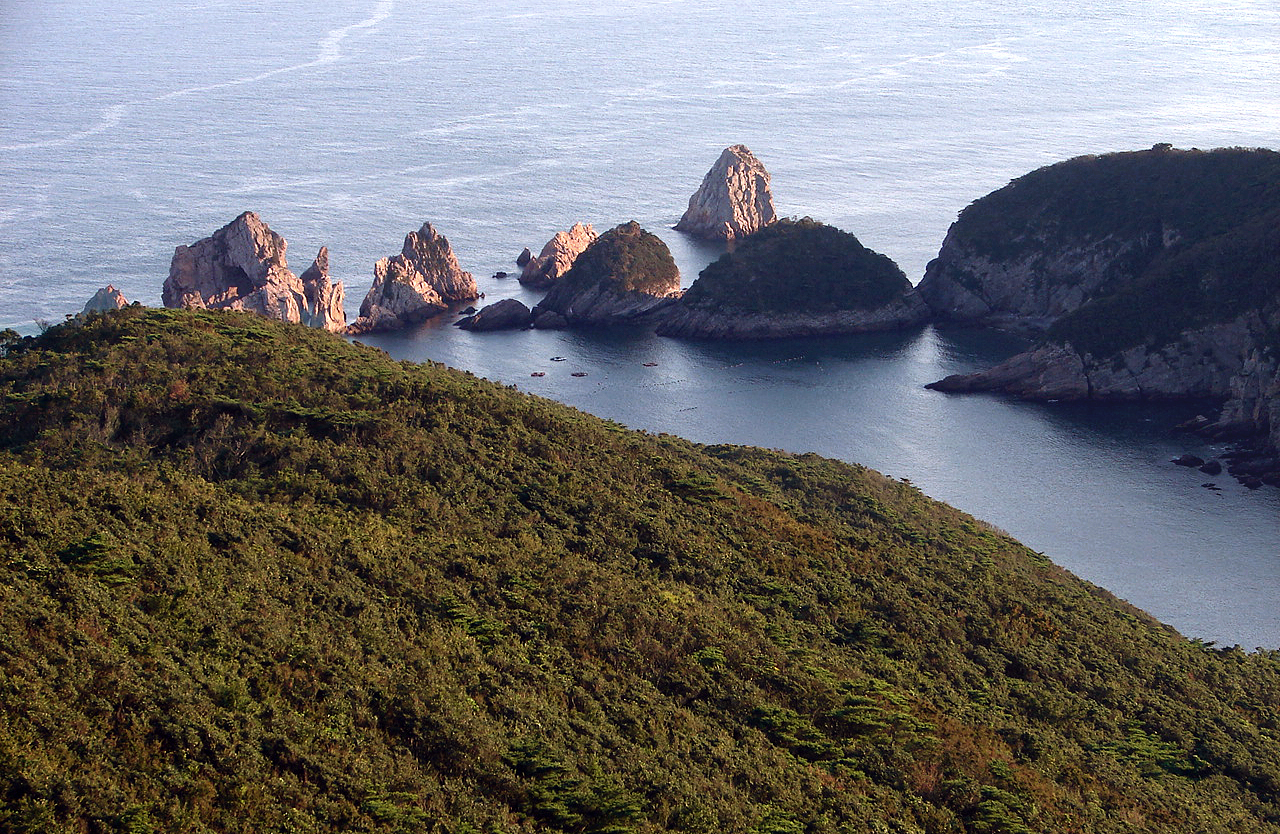
Parque nacional Dadohaehaesang

El bosque mixto se caracteriza por albergar múltiples especies de mamíferos grandes y pequeños, así como gran cantidad de aves e insectos. Las ardillas, puerco espines, liebres, búhos, halcones y otros animales pequeños han sobrevivido al impacto humano, que ha reemplazado estas especies por animales domésticos como perros, gatos, caballos, etc. Las especies de grandes mamíferos, particularmente los tigres, leopardos, osos y linces, se encuentran actualmente en peligro de extinción, principalmente debido a la cacería constante y a la destrucción de su hábitat.
Gracias a que es una de las zonas más vigiladas de todo el planeta y a la restricción del acceso a todos los civiles, la zona desmilitarizada de Corea es uno de los principales santuarios naturales del país, donde se conserva la mayor parte de la flora y fauna nativa de la región. El aislamiento natural de gran parte de la zona (cerca de 1000 km²) la ha convertido en una de las zonas naturales mejor preservadas del mundo y en el último refugio de varias especies amenazadas. Los ecologistas y científicos han identificado a cerca de 2 900 especies vegetales, 70 de mamíferos y 320 variedades de aves en la zona. Otras investigaciones realizadas cerca de la región estiman que debe haber más ejemplares de estas y otras especies en las regiones circundantes.

### Medio ambiente

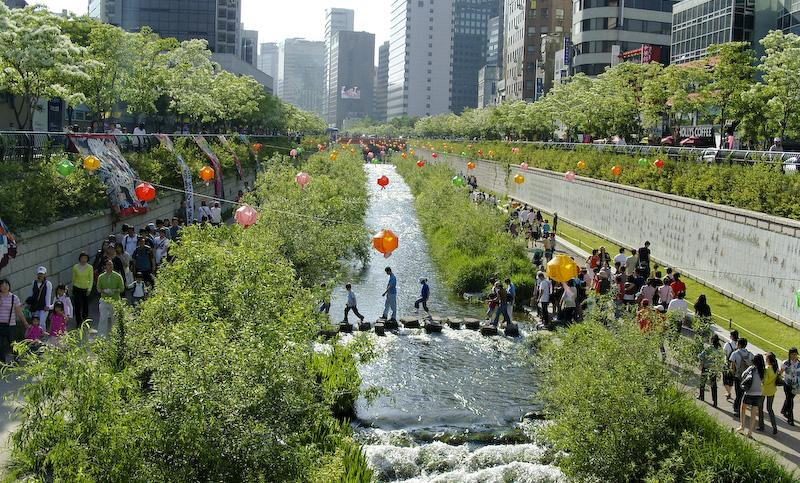
Cheonggyecheon, un parque en el centro de Seúl, fue restaurado tras haber sido atravesado por una autopista.

Durante los primeros veinte años de la oleada del crecimiento urbano que comenzó en la década de 1970 se realizaron pocos esfuerzos para preservar el medio ambiente. La industrialización y el desarrollo urbano desmedidos han dado como resultado la deforestación y la continua destrucción de los ecosistemas. Sin embargo, recientemente se han realizado esfuerzos para equilibrar estos problemas, incluyendo un proyecto de cinco años de "crecimiento verde" con un costo de 84 millones de dólares, con el que el Gobierno pretende impulsar las tecnologías y la producción de energía amigables con el medio ambiente.

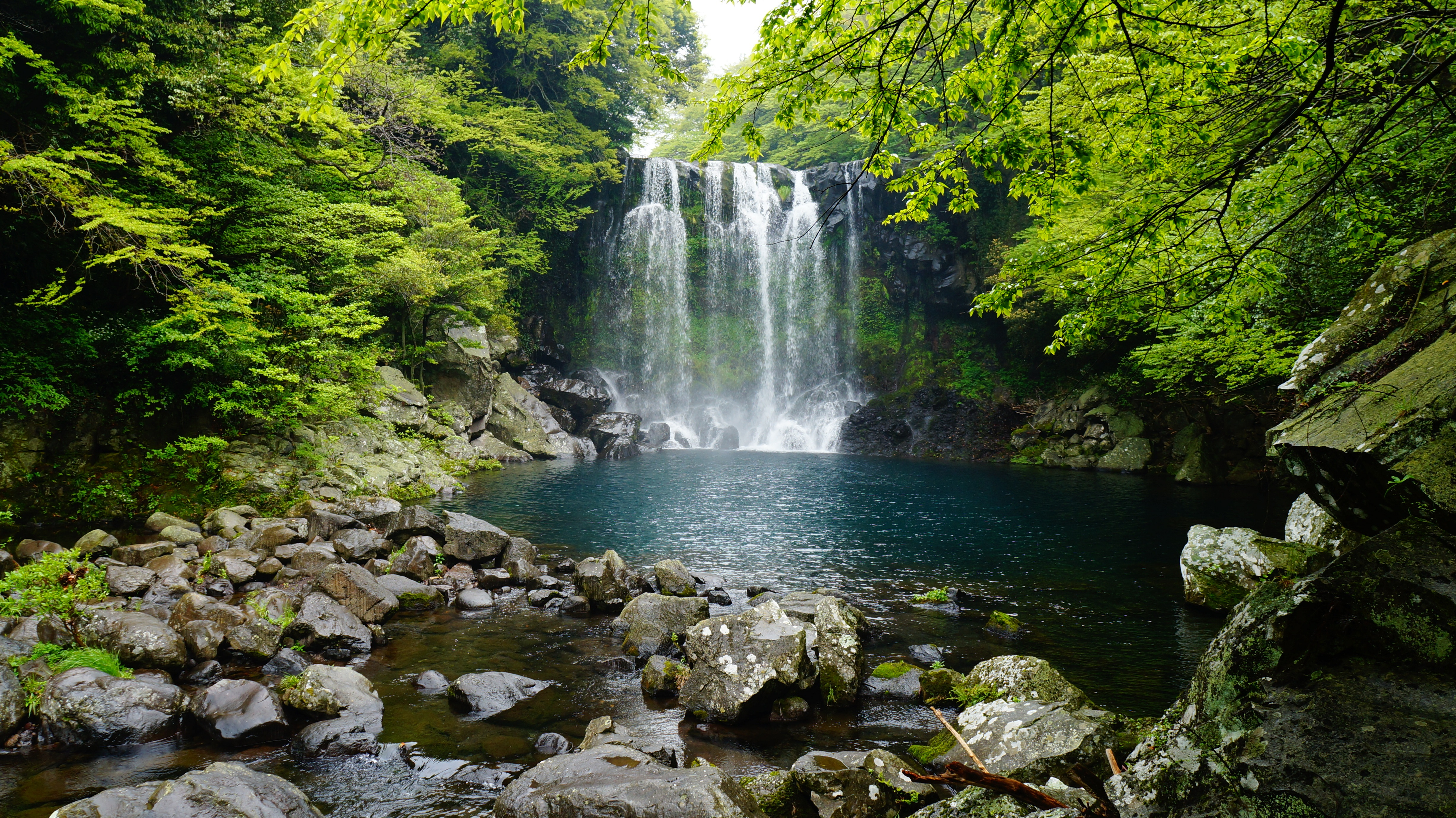
Cascada de Cheonjeyeon en la Isla de Jeju

La estrategia económica basada en la ecología es una revisión completa de la economía surcoreana y utiliza casi el dos por ciento del PIB nacional. La iniciativa de ambientalización incluye varias propuestas como una red nacional de ciclismo, el uso de energía solar y eólica, la disminución de vehículos que usan combustibles fósiles y la extensión del uso de tecnologías ecológicas. El país planea construir una red de Internet nacional de última generación, la cual será diez veces más rápida que los servicios de banda ancha actuales, a fin de reducir el uso de energía.
Recientemente, el agua entubada en Seúl se hizo segura para el consumo humano, gracias a que los funcionarios de la ciudad realizaron campañas como "Arisu" para convencer al público de consumirla. También se han realizado múltiples acciones en el ámbito de la reforestación. Otro proyecto multimillonario en la ciudad fue la restauración del Cheonggyecheon, parque del centro de Seúl, que anteriormente atravesaba una autopista.

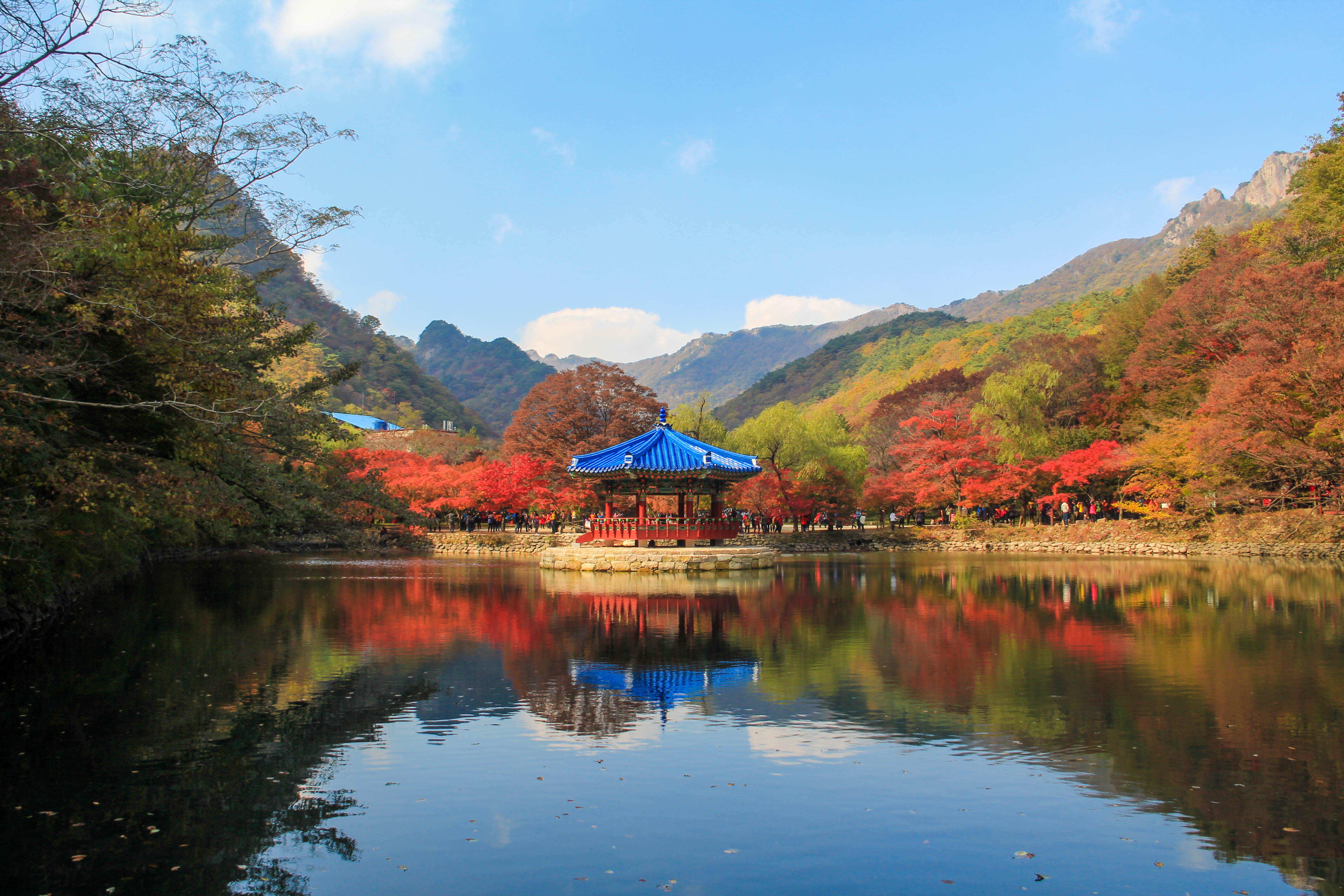
Parque nacional Naejangsan

Un desafío importante para los surcoreanos es la calidad del aire, ya que anualmente se presentan problemas como la lluvia ácida, la presencia de los óxidos de azufre en el aire y las tormentas de polvo amarillo. Se reconoce que muchas de estas dificultades son el resultado de la proximidad de China, uno de los principales países contaminantes del aire a nivel mundial.
Es un miembro del Protocolo ambiental de la Antártida, del Tratado Antártico, el Tratado de la biodiversidad, el Protocolo de Kioto (formando con México y Suiza el Grupo de Integridad Ambiental, GIA, bajo la supervisión de la Convención Marco de las Naciones Unidas sobre el Cambio Climático). Además, forma parte de varios acuerdos y convenciones que trabajan sobre temas ambientales, tales como la desertificación, las especies en peligro, la modificación ambiental, el desecho de materiales peligrosos en el mar, la prohibición de ensayos nucleares, la protección de la capa de ozono y la preservación de los humedales, entre otros.
Corea del Sur es el país de la OCDE con la peor calidad ambiental, especialmente de aire, en 2018. La exposición anual a las partículas aumentó en un promedio del 4 % entre 2005 y 2013.

## Economía

Evolución del PIB per cápita en Asia Oriental desde 1820 (De arriba abajo: Hong Kong, Taiwán, Japón, Corea del Sur, Mongolia, República Popular China y Corea del Norte)

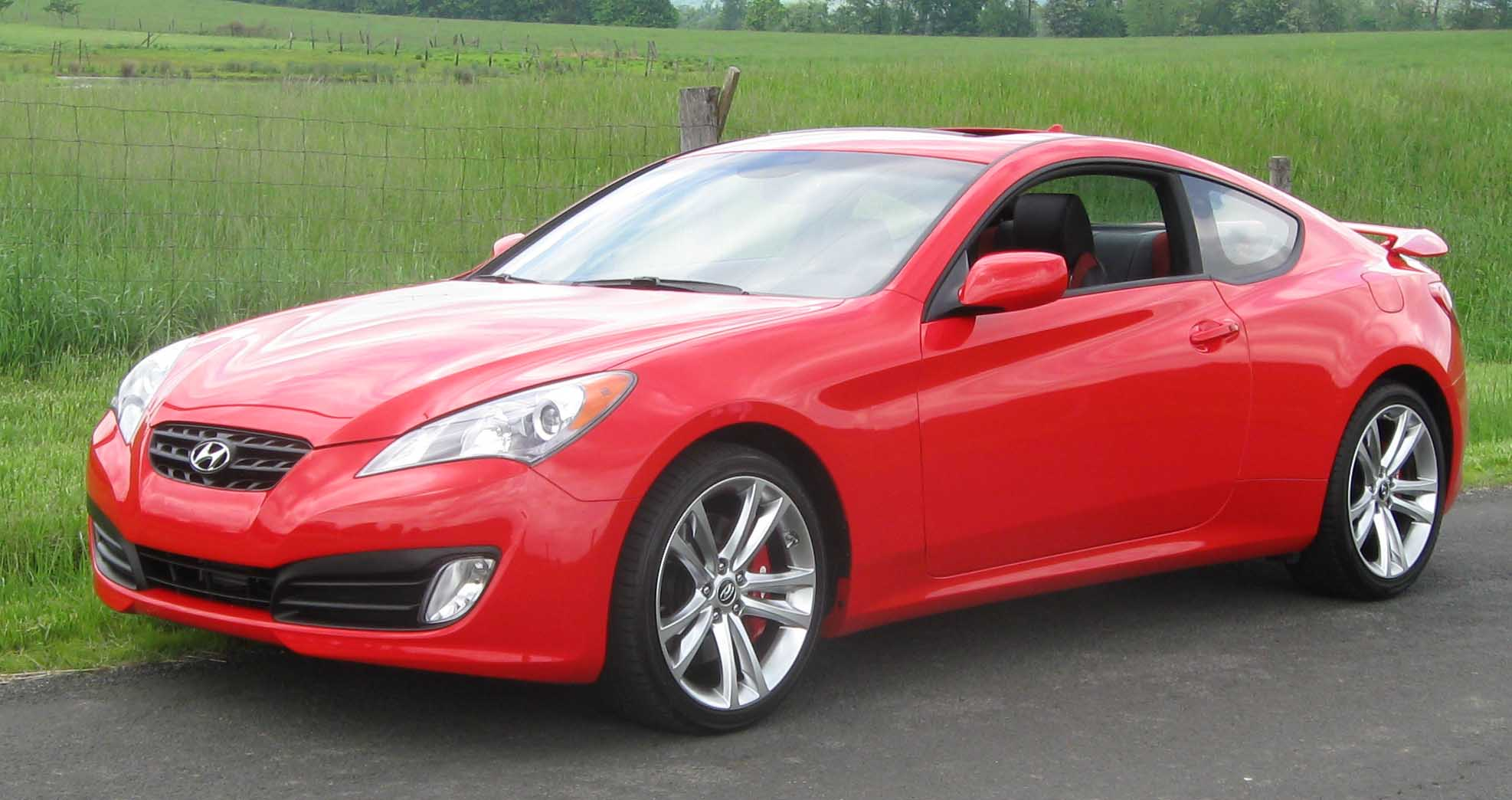
Hyundai Motor Group es el fabricante de automóviles con más ganancias y el cuarto en términos de unidades vendidas.

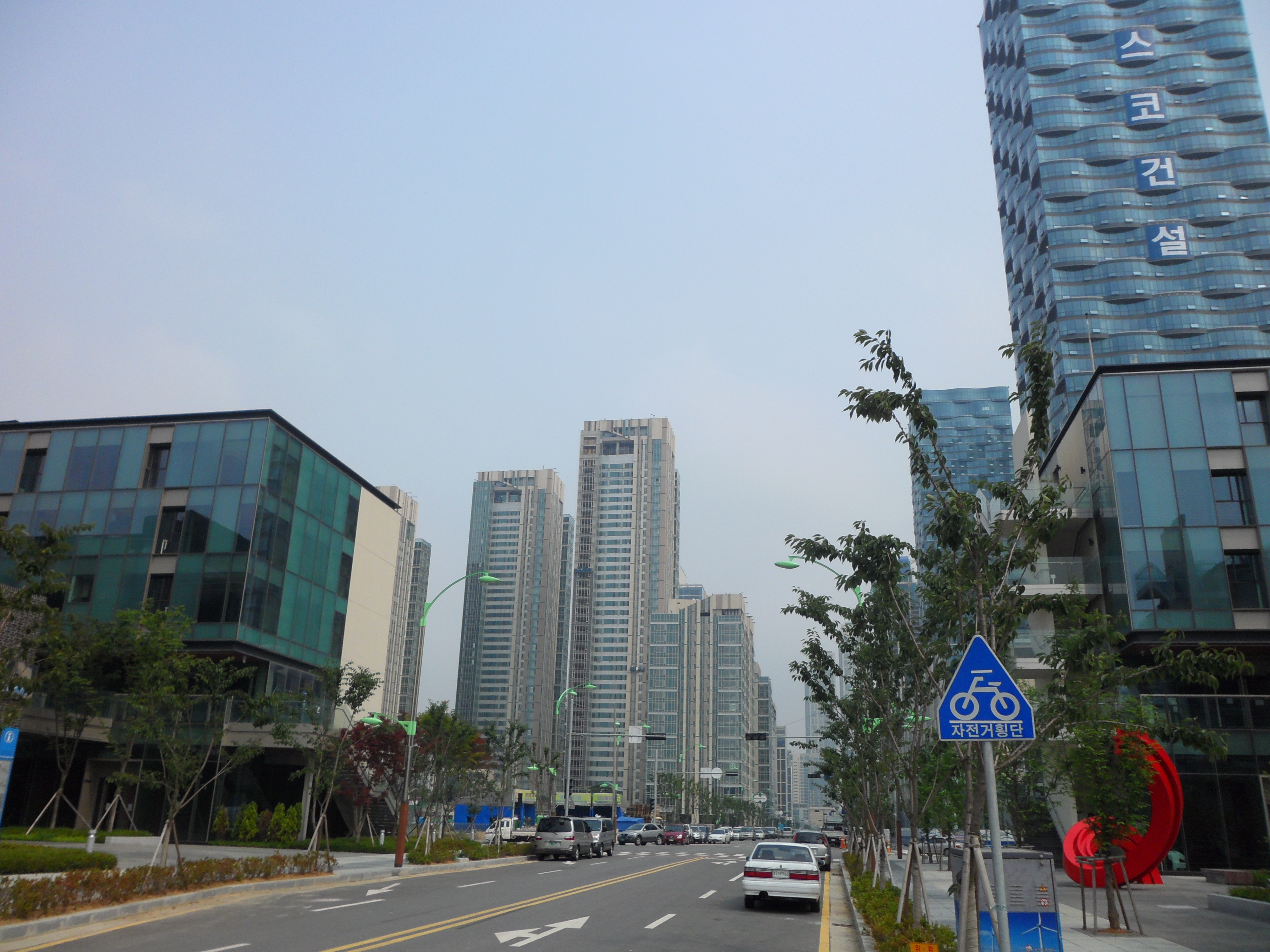
Songdo en la Zona Libre Económica de Inchon, es el proyecto de iniciativa privada más grande de la historia.

Corea del Sur es un país desarrollado y entre las décadas de 1960 y 1990 contaba con una de las economías de más rápido crecimiento del mundo. A la rápida transformación en una economía rica e industrializada en este corto tiempo se le llamó "el milagro del río Han". Esta oleada de crecimiento se logró a través de la fabricación orientada a la exportación y a una fuerza de trabajo altamente cualificada.
Entre las décadas de 1960 y 1990, Corea del Sur siguió una política económica proteccionista. Se prohibió la mayoría de los productos importados, se nacionalizó el sistema financiero, se adoptaron planes quinquenales, el Estado pidió muy pocos préstamos y no se fomentó la inversión extranjera. Una reforma agraria llevó a la expropiación sin indemnización de los grandes latifundios japoneses y la tierra se dividió en pequeñas parcelas. Sin embargo, los agricultores están obligados por ley a vender sus productos a precios bajos, lo que los deja en la pobreza. Debido al contexto de la Guerra Fría y a su situación geográfica, Corea del Sur se vio especialmente favorecida por Estados Unidos, que le proporcionó una importante ayuda económica anual. La punta de lanza de la política gubernamental fue la creación de los chaebol; estos conglomerados de propiedad familiar (Hyundai, Samsung, LG Group, etc.) se beneficiaron de subvenciones públicas, protección contra la competencia internacional, terrenos puestos a su disposición, baja fiscalización y normas específicas. El Gobierno no reconoce un salario mínimo ni vacaciones semanales, impone periodos de trabajo libre en su beneficio y la jornada laboral es de doce horas. Además, los sindicatos y las huelgas están prohibidos. En los años 1980, la semana laboral de un trabajador surcoreano era la más larga del mundo.
Como el más grande de los cuatro dragones asiáticos, la economía surcoreana es la cuarta más grande en Asia y la 13.ª más grande en el mundo. Es un importante socio comercial de las economías más grandes del mundo, por ejemplo, es el tercer socio comercial más importante para China y Japón, el séptimo para Estados Unidos y el octavo para la Unión Europea. En 2009, era el noveno país con mayores ingresos por sus exportaciones.
Su capital, Seúl, está constantemente situada entre las diez ciudades financieras y comerciales más importantes para la economía global y fue nombrada la sexta ciudad económicamente más poderosa del mundo, según la revista Forbes. El PIB per cápita nacional es de alrededor de US$ 30 000.
Como miembro de la OCDE, es clasificado por el Banco Mundial como país de economía de altos ingresos, por el FMI y la CIA como una economía avanzada, y como un mercado desarrollado por el grupo FTSE. Además, cuenta con un IDH muy alto, particularmente en materia de educación, donde es clasificado primero en Asia y séptimo en todo el mundo. Actualmente, está clasificado como el país más innovador, según el Índice Global de Innovación.
Actualmente, preside las economías integrantes del G-20 y fue el primer país en Asia que albergó la Cumbre del G-20, en noviembre de 2010. Es uno de los 24 miembros seleccionados de la OCDE para integrar el Comité de Ayuda al Desarrollo, donde se encuentran los países donantes más importantes del mundo, y cuya principal misión es contribuir al desarrollo y a la reducción de la pobreza en los países en desarrollo. También es un miembro fundador del Foro de Cooperación Económica Asia-Pacífico, la Asociación de Naciones del Sureste Asiático y de la Cumbre de Asia Oriental.
La economía surcoreana es liderada por grandes conglomerados conocidos como chaebol. Estos incluyen las multinacionales como Samsung, LG y Hyundai-Kia. Las diez empresas surcoreanas más grandes son Samsung Electronics, POSCO, Hyundai Motor Company, KB Kookmin Bank, Compañía eléctrica de Corea, Seguros de vida Samsung, Shinhan Bank, LG Electronics, Hyundai Mobis y LG Chem.
Corea del Sur tiene poco desempleo, pero registra una de las incidencias de tensión laboral más altas de la OCDE: el 51 % de los trabajadores dice que se les exige más de lo que pueden dar.

### Industrias de alta tecnología

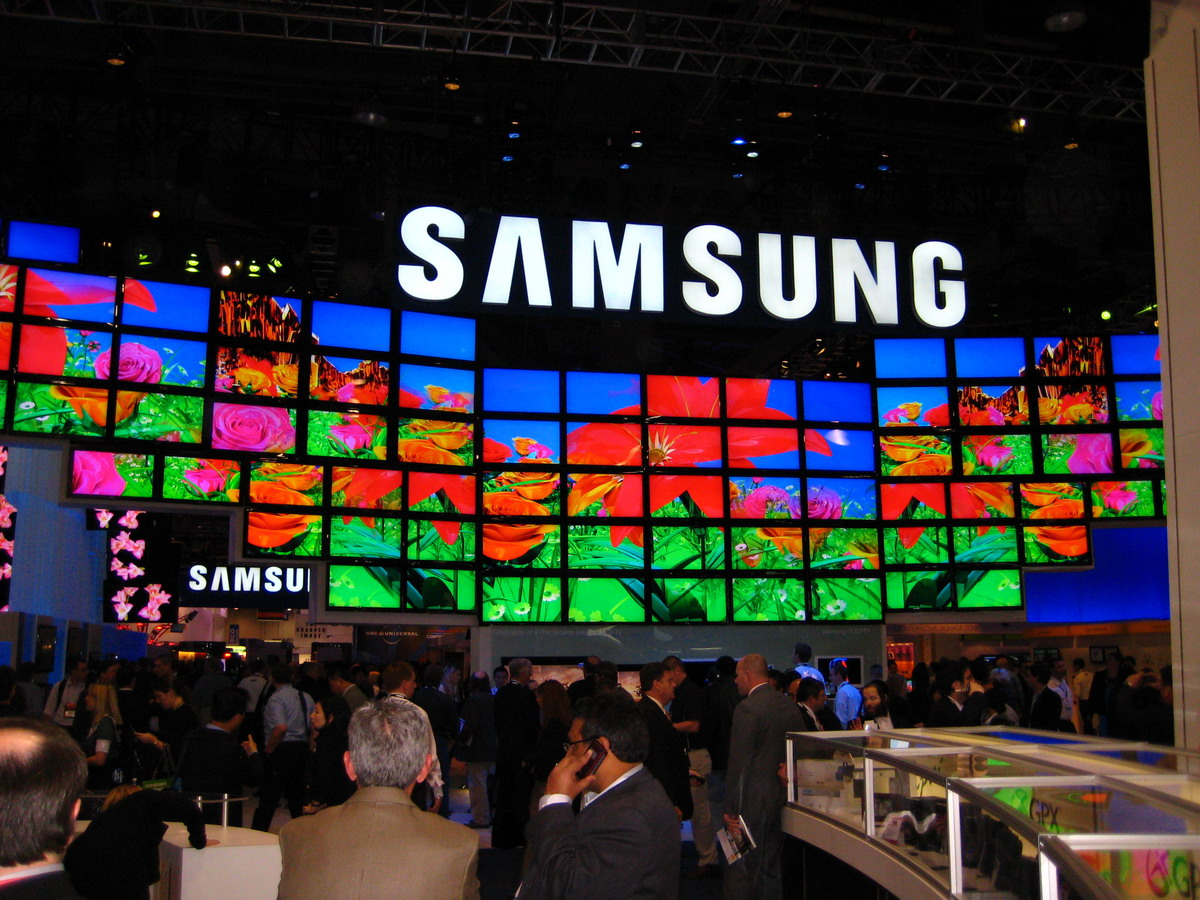
La empresa surcoreana Samsung Electronics es una de las compañías de productos electrónicos más grande del mundo.

El país cuenta con una infraestructura de alta tecnología, además de tener el mayor sistema de cableado en el mundo, a la vez que cuenta con el índice de acceso a Internet de banda ancha per cápita más alto. En promedio, las conexiones de Internet en el país son las más altas a nivel mundial, con un índice de 100 Mbps. Finalmente, el gobierno utilizará cables de fibra óptica para elevar ese promedio a 1 Gbps en 2012.
Además, la economía surcoreana es la mayor productora de pantallas LCD, OLED y de plasma. Las empresas Samsung y LG se encuentran entre los tres fabricantes más importantes de televisores y teléfonos móviles. Actualmente, Samsung es el primer fabricante de electrodomésticos más exitoso a nivel comercial.
La nación es uno de los líderes de innovación en la tecnología y es el tercer país con más patentes registradas, solo después de Japón y los Estados Unidos. Entre los países desarrollados, tiene la tasa de crecimiento de registro de patentes más alta: 14,8 % en 2007.

## Infraestructura

### Transporte y energía

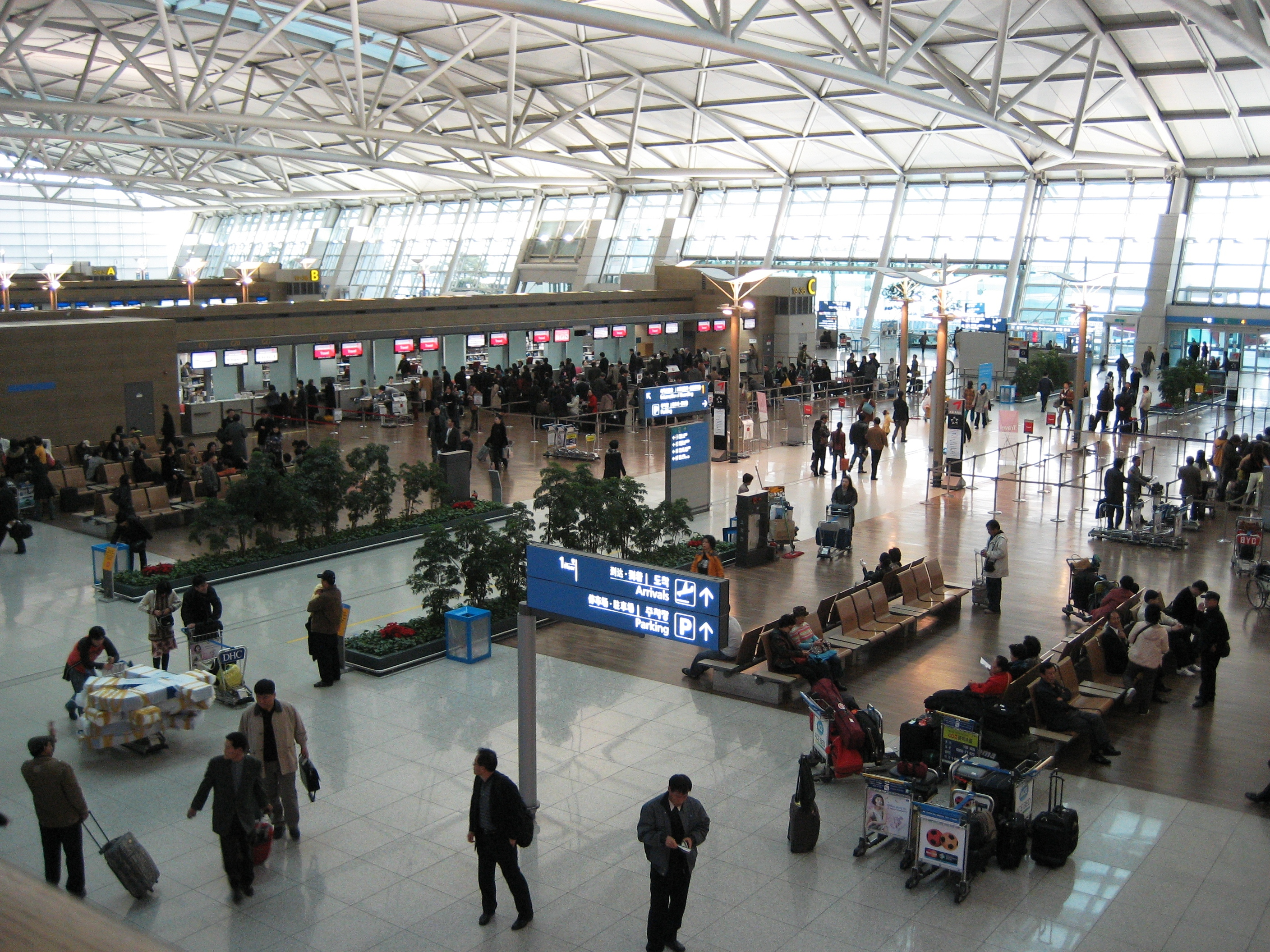
Aeropuerto Internacional de Incheon, anualmente clasificado desde 2005 como el mejor aeropuerto del mundo.

El país cuenta con una red de transportes tecnológicamente avanzados que consta de ferrocarriles de alta velocidad, autopistas, rutas de autobuses, transbordadores y rutas aéreas que cruzan todo el territorio. Korea Expressway Corporation es la compañía encargada de la operación, mantenimiento y cobro de peajes en las autopistas.
Korail proporciona el servicio ferroviario a las principales ciudades del país. Las dos líneas que van a Corea del Norte, la de Gyeonggi y Donghae Bukbu, han vuelto a conectarse. El tren de alta velocidad coreano, KTX, proporciona servicio de alta velocidad entre Gyeongju y Honam. Las principales ciudades incluyendo a Seúl, Busán, Incheon, Daegu, Daejeon y Gwangju cuentan con sistemas de tren subterráneo propio.
La construcción del aeropuerto más grande de todo el país, el Aeropuerto Internacional de Incheon, se completó en 2001. Seis años después, el aeropuerto recibía a 30 millones de pasajeros al año. Desde 2005, ha sido seleccionado como el "mejor aeropuerto internacional" durante cuatro años consecutivos por el Consejo Internacional de Aeropuertos. Otros aeropuertos internacionales incluyen el de Gimpo, Busán y Jeju. También hay siete aeropuertos nacionales y un gran número de helipuertos.
En 2008, Korean Air, fundada en 1962, transportó a 21 640 000 pasajeros, incluyendo 12 490 000 pasajeros de vuelos internacionales. Una segunda aerolínea, Asiana Airlines, fundada en 1988, también trabaja con el tráfico doméstico e internacional. Juntas, las aerolíneas surcoreanas viajan a través de 297 rutas internacionales. Las compañías aéreas más pequeñas, tales como Jeju Air, proporcionan servicios de vuelos nacionales con tarifas inferiores.
Corea del Sur es el sexto productor de energía nuclear más grande en el mundo y el segundo más grande en Asia. La energía nuclear provee 45 % de la producción de electricidad. La paraestatal Korea Electric Power es la única compañía eléctrica en el país.

### Medios de comunicación

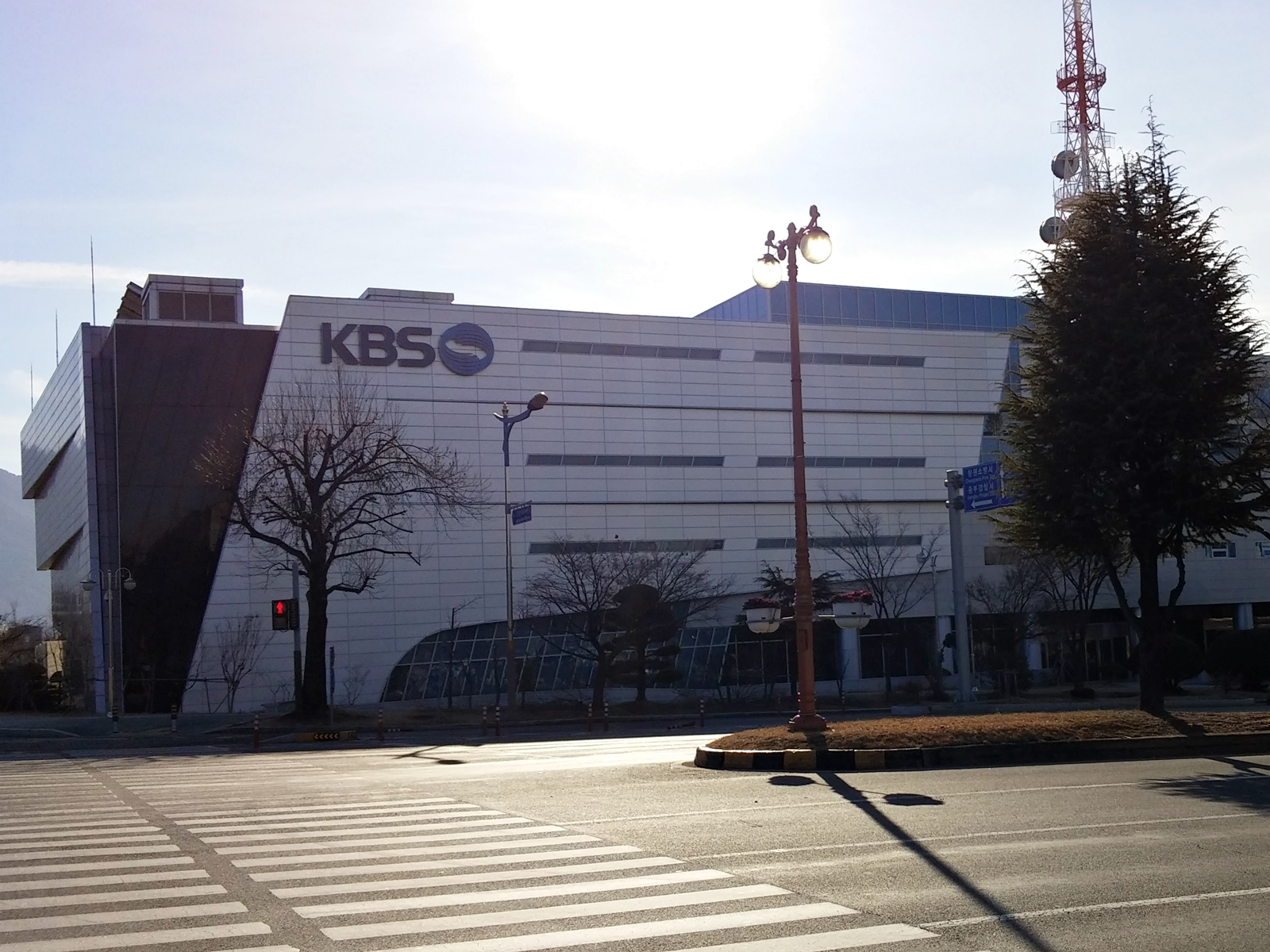
Oficinas de la Korean Broadcasting System ubicadas en la ciudad de Changwon.

Los medios de comunicación más importantes en el país son el periódico, la televisión, la radio e Internet. El periodismo en Corea comenzó desde la apertura al comercio extranjero en el siglo XIX y desde entonces han surgido gran cantidad de publicaciones. Los periódicos más importantes en Corea del Sur incluyen el Chosun Ilbo, el JoongAng Ilbo y el Dong-A Ilbo. Todos estos periódicos están escritos en coreano, aunque hay publicaciones impresas exclusivamente en inglés para los turistas o extranjeros residentes en el país. Entre estos, destacan The Korea Herald, The Korea Times y JoonAng Daily.
Al igual que los periódicos, las transmisiones de radio se transmiten generalmente en coreano, aunque también existen estaciones que ofrecen su programación totalmente en inglés. La mayoría de los programas de radio transmiten música coreana y música extranjera mezcladas, así como noticieros, radionovelas y programas deportivos.
Los programas de televisión se transmiten en coreano y las películas extranjeras se doblan al coreano, incluso en los canales de televisión abierta. Las principales cadenas de iniciativa pública son Korean Broadcasting System, Munhwa Broadcasting Corporation, Educational Broadcasting System y Seoul Broadcasting System. También existen canales con programación exclusivamente en inglés, como Arirang TV.
Internet se ha convertido en una parte principal de la vida cotidiana de los surcoreanos: nueve de cada diez hogares tienen servicio de Internet. Es uno de los países con mayor número de usuarios de Internet, y sus conexiones se encuentran entre las de más alta velocidad en el mundo. También es el líder en la tecnología DMB y tiene el mayor número de empresas proveedoras de Internet en el ámbito internacional.

## Demografía

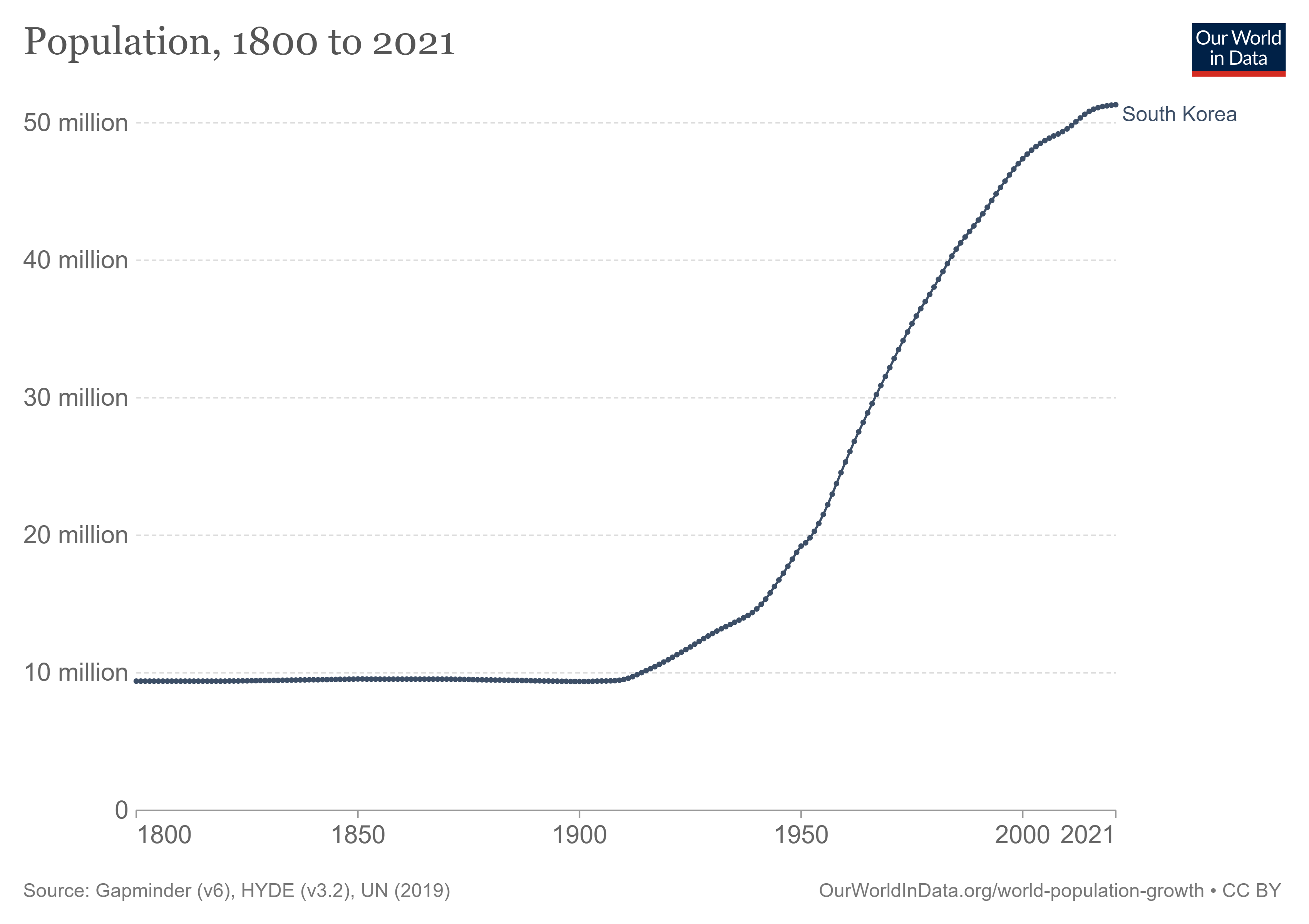
Evolución de la población de Corea del Sur (1800-2021).

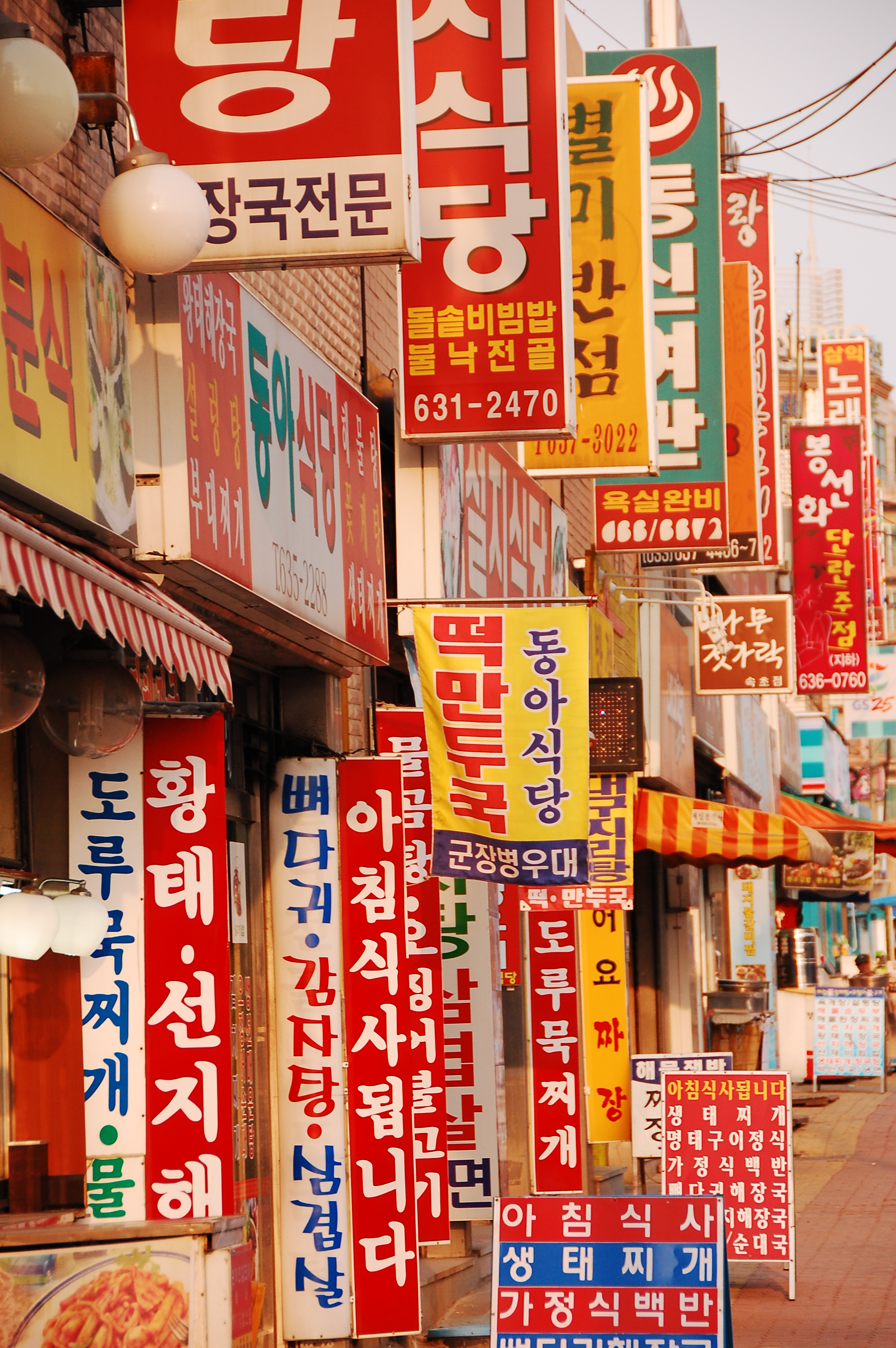
El hangul es el alfabeto utilizado para escribir el idioma coreano.

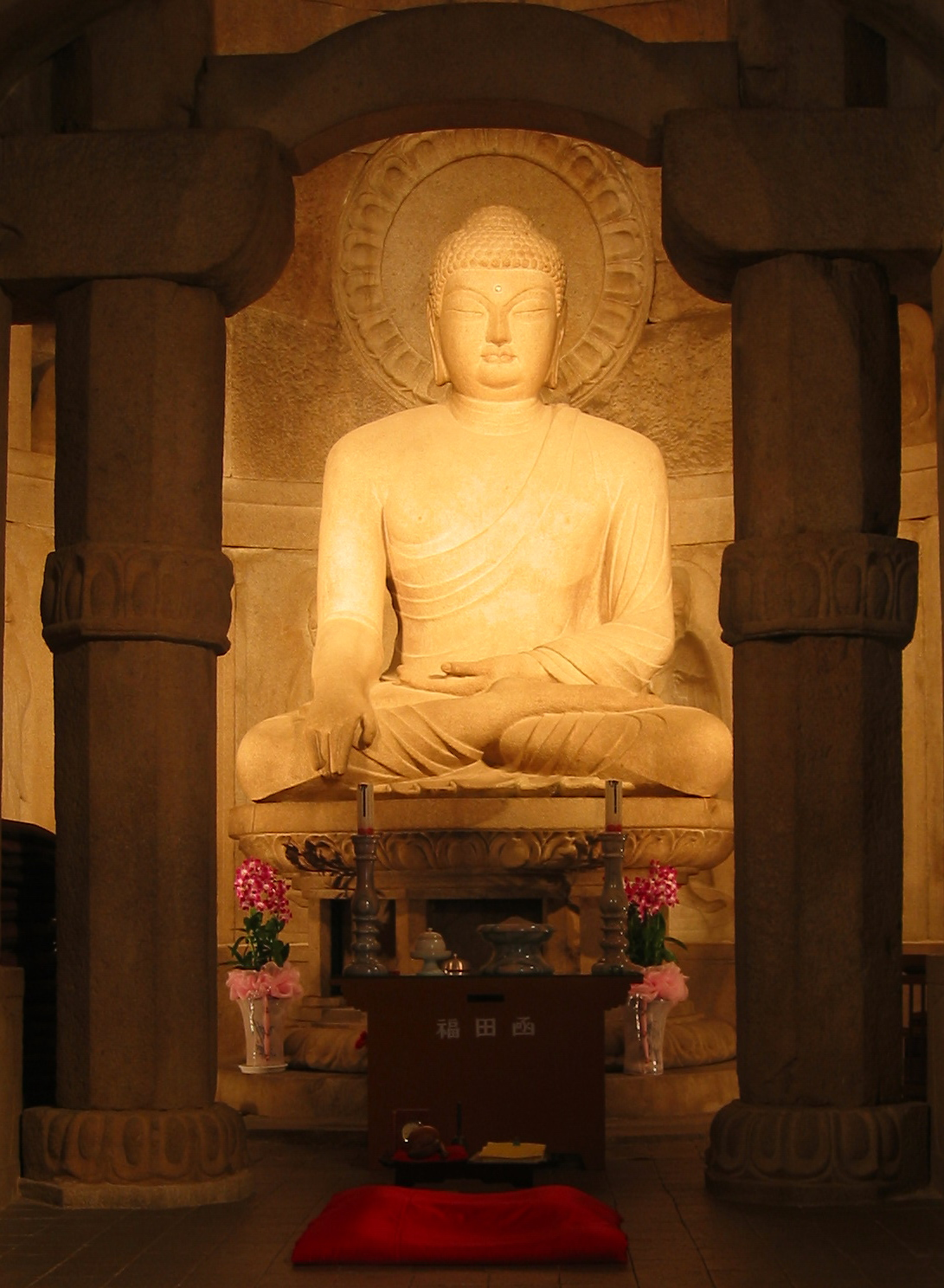
El templo de la gruta Seokguram, un sitio declarado Patrimonio de la humanidad por la Unesco.

Corea del Sur destaca por su densidad de población que, con 487,7 hab/km², es más de diez veces el promedio mundial. La mayoría de los surcoreanos viven en las zonas urbanas, debido a la masiva migración desde el campo durante la rápida expansión económica de las décadas de 1970, 1980 y 1990. La capital, Seúl, es la ciudad más poblada y uno de los principales centros industriales del país. Cuenta con una población de 9 millones de habitantes. El Área de la Capital Nacional de Seúl (Sudogwon) tiene 24 millones de habitantes, convirtiéndola en la segunda área metropolitana más grande del mundo. Otras ciudades importantes son Busan (3,5 millones de habitantes), Inchon (2,5 millones), Daegu (2,5 millones), Daejeon (1,4 millones), Gwangju (1,4 millones) y Ulsan (1 millón).
La población también ha sido modelada por la migración internacional. Tras la división de la península de Corea, después de la Segunda Guerra Mundial, alrededor de cuatro millones de norcoreanos cruzaron la frontera hacia el sur. Esta tendencia de crecimiento se invirtió en los siguientes cuarenta años debido a la emigración, especialmente hacia los Estados Unidos y Canadá. En 1960, la población total era de 25 millones. La población actual es de aproximadamente 51 690 000.
Es una sociedad homogénea, ya que el 98 % de sus habitantes son coreanos étnicos. Aunque sigue siendo mínimo, el porcentaje de la población no coreana ha ido en aumento. En 2009, 1 106 884 de extranjeros residían en el país, más del doble del total de 2006. Los migrantes de China conforman el 56,5 % del total; sin embargo, muchos de ellos son joseonjoks, ciudadanos chinos de origen coreano. Los cerca de 33 000 inmigrantes mongoles conforman la mayor comunidad de ciudadanos mongoles residentes en el extranjero. Otra minoría notable son las mujeres del sudeste de Asia, quienes en 2006 formaron 41 % de los matrimonios con agricultores coreanos. También están los 31 000 militares estadounidenses estacionados en el país. Además, alrededor de 43 000 profesores de inglés de los Estados Unidos, Canadá, Australia, Nueva Zelanda, el Reino Unido, Irlanda y Sudáfrica residen temporalmente en Corea.
La tasa de natalidad surcoreana es la más baja del mundo. Si esta tendencia continúa, se prevé que en 2050 la población disminuirá un 13 %, es decir, a 42,3 millones de personas. En 2008, la tasa de natalidad anual era de 9 nacimientos por cada 1000 personas y la esperanza de vida al nacer era de 79,1 años, la 40.ª más alta del mundo.
Los surcoreanos califican su situación de poco satisfactoria: tres de cada cuatro jóvenes de entre 19 y 34 años quiere irse del país, según una encuesta publicada en diciembre por el diario The Hankyoreh. Es más, ocho de cada 10 ven a Corea del Sur como un «infierno».

### Migrantes
Corea del Sur tenía más de 350.000 residentes extranjeros en situación irregular en 2019.
Cuando las autoridades arrestan a extranjeros en situación irregular, encarcelan a sus hijos con ellos, aunque sean muy pequeños, práctica denunciada por las ONG de derechos humanos, aunque sin éxito. La ONG Visión Mundial Corea recuerda que Corea del Sur viola las convenciones internacionales sobre los derechos del niño que ha firmado.
Corea del Sur importa parte de su mano de obra del extranjero, principalmente de Asia sudoriental. Estos trabajadores migrantes tienen trabajos mal pagados y peligrosos, y a menudo sufren malas condiciones de trabajo y empleadores abusivos. No pueden cambiar de trabajo sin el permiso de su empleador. Hay muchos accidentes de trabajo, así como redadas policiales, arrestos y deportaciones cuando sus visas expiran.

### Idioma
El idioma oficial del país y el más hablado por los surcoreanos es el idioma coreano, un idioma considerado como una lengua aislada. El coreano cuenta con su propio alfabeto, el hangul, que fue inventado alrededor del siglo XV. Aunque por su aspecto puede parecer un alfabeto pictográfico, en realidad es un sistema fonético organizado en bloques silábicos. Cada uno de estos bloques consiste en al menos dos de los 24 caracteres (jamo): al menos una de las catorce consonantes y una de las diez vocales. Los alfabetos hanja (chinos) y el latino son usados dentro de algunos textos en coreano, una práctica más usual en el sur que en el norte.
Aunque es también el idioma oficial de su vecino del norte, el coreano hablado en Corea del Sur difiere en algunos aspectos con el hablado por los norcoreanos, como la pronunciación, la escritura, la gramática y el vocabulario. Por su parte, el inglés está muy extendido entre la población como segunda lengua y se imparte de manera obligatoria en las escuelas secundarias.

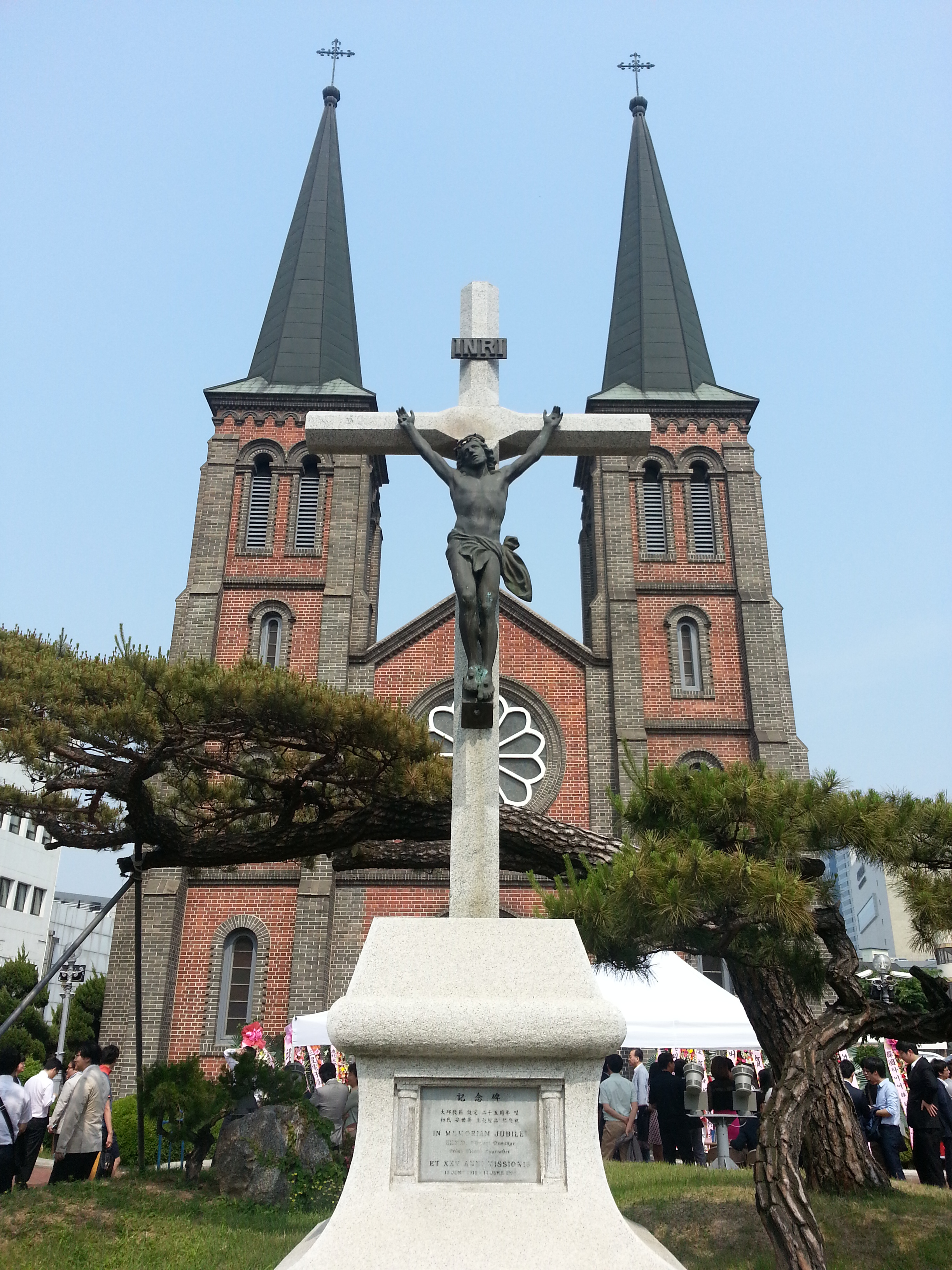
Catedral de Nuestra Señora de Lourdes en Daegu

### Religión
En 2005, casi la mitad de la población surcoreana declaró que no tenía preferencia religiosa. Del resto, la mayoría son cristianos o budistas; de acuerdo con el censo de 2005, el 29,2 % de la población en ese momento era cristiana (18,3 % protestantes y 10,9 % católicos) y 22,8 % eran budistas. Otras religiones practicadas en el país incluyen el islam y varios nuevos movimientos religiosos como el jeungismo, el daesunismo, el cheondoísmo y el budismo won. Hoy en día, la libertad de culto está garantizada por la Constitución y no hay ninguna religión de estado.
El cristianismo es la religión más profesada en todo el país, ya que cuenta con más de la mitad de todos los adeptos religiosos. Hay aproximadamente 13,7 millones de cristianos, cerca de dos tercios de ellos pertenecen a un grupo protestante, mientras que el resto pertenece al grupo de los católicos. La iglesia con mayor número de seguidores es la Iglesia del Evangelio Completo de Yoido, cuya sede se encuentra en Seúl. La Iglesia Católica ha sido la religión de más rápido crecimiento desde finales de la década de 1980. Corea del Sur es la segunda nación con mayor envío de misioneros.
El budismo fue introducido a Corea en el año 372. Según el censo nacional de 2005, en el país hay más de 10 millones de budistas. Hoy en día, aproximadamente el 90 % de los budistas surcoreanos pertenecen a la Orden de Jogye. La mayoría de los tesoros nacionales son artefactos budistas. Junto con el neoconfucianismo, el budismo fue la religión de Estado durante el período de los Tres Reinos de Corea, durante la dinastía Joseon. El islam cuenta con poco menos de 30 000 seguidores nativos, además de algunos 100 000 trabajadores extranjeros residentes en países musulmanes, especialmente Bangladés y Pakistán.

### Educación

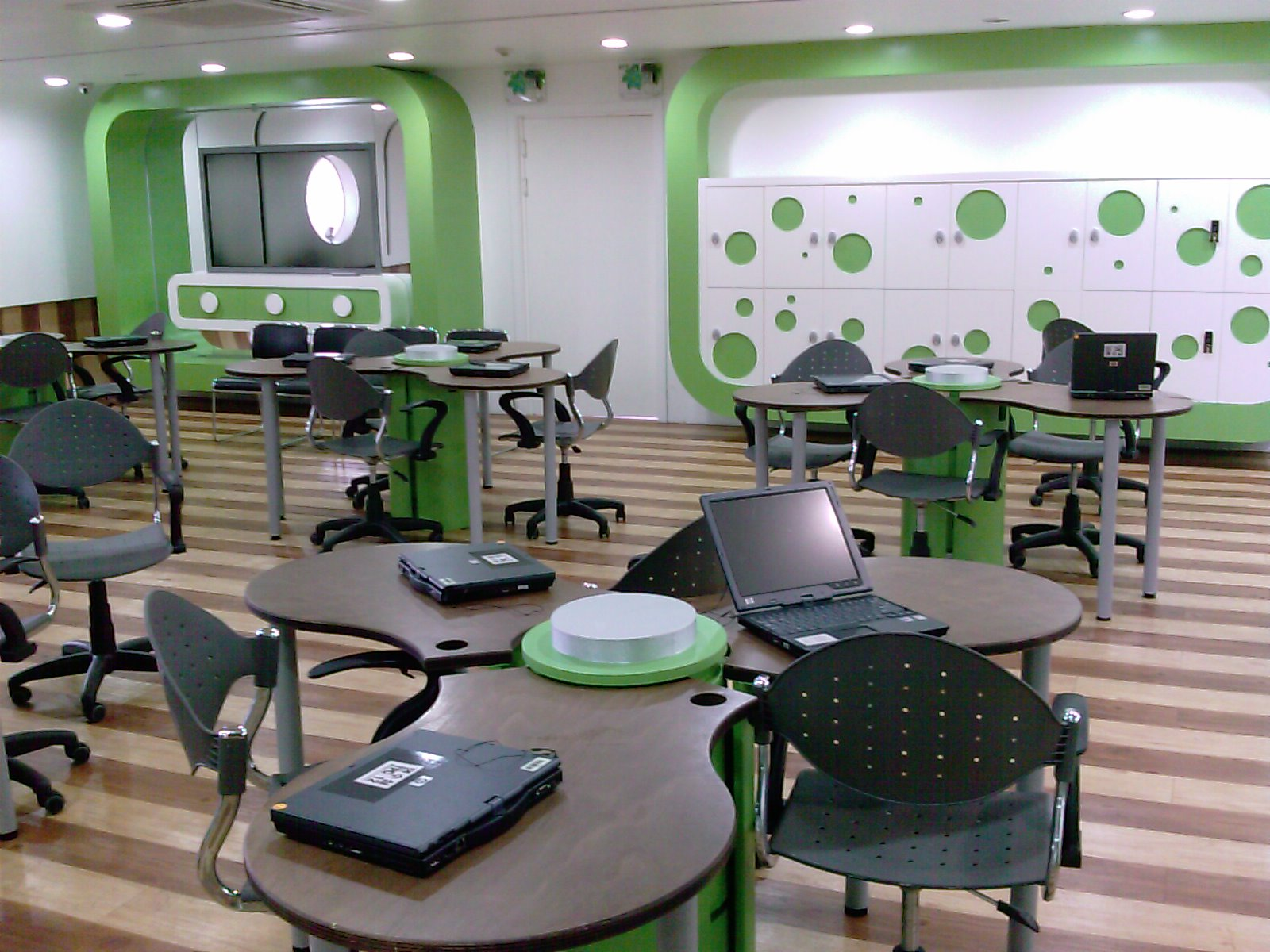
Un salón de clases surcoreano equipado con computadoras con acceso a Internet.

La educación se considera crucial para el éxito, y por lo tanto, es uno de los principales puntos de los planes gubernamentales y en ella se invierte el 4,6 % del PIB. En los resultados de 2006 del Programa Internacional para la Evaluación de Estudiantes de la OCDE, el país se ubicó en primer lugar en resolución de problemas, tercer lugar en matemáticas y undécimo en ciencias. El sistema educativo surcoreano está tecnológicamente avanzado y es el primer país del mundo que llevó el acceso rápido a Internet de banda ancha a cada primaria y secundaria en todo el país. Con esta infraestructura, el país ha desarrollado los primeros libros de texto digitales en el mundo, que se distribuyeron de forma gratuita a todas las escuelas antes del 2013.
Una administración centralizada supervisa y administra las escuelas para la educación de los niños desde la educación preescolar hasta el tercer y último año de educación secundaria. El país ha adoptado un nuevo programa educativo para aumentar el número de sus estudiantes extranjeros. De acuerdo con la estimación del Ministerio de Educación, Ciencia y Tecnología, en 2010 se duplicarán el número de becas para estudiantes extranjeros, para llegar a 100 000 estudiantes. El año escolar se divide en dos semestres, el primero de los cuales comienza a principios de marzo y finaliza en mediados de julio; mientras que el segundo comienza a finales de agosto y termina a mediados de febrero. Los horarios no se encuentran estandarizados y varían de una escuela a otra.

## Cultura

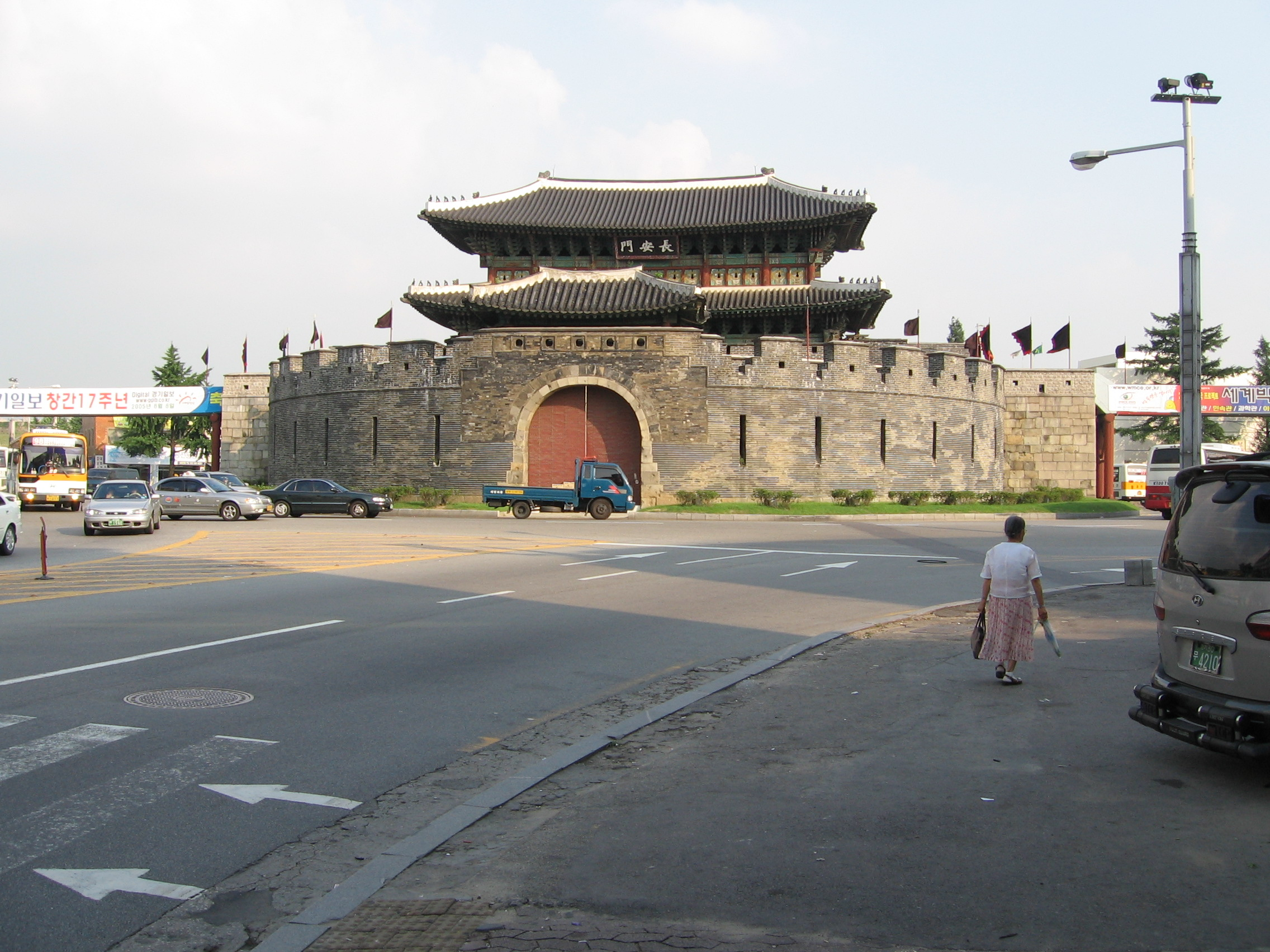
Fortaleza de Hwasong, declarado en 1997 como Patrimonio de la Humanidad por la Unesco.

Corea del Sur comparte su cultura tradicional con Corea del Norte, pero las dos Coreas desarrollaron distintas formas contemporáneas de la cultura, en especial desde que la península se dividió en 1945. Históricamente, aunque China ha influenciado la cultura de Corea, el país ha logrado desarrollar una identidad cultural única y distinta a la de otros países. El Ministerio de Cultura y Turismo de Corea del Sur promueve activamente las artes tradicionales, así como las formas modernas, a través de programas de financiamiento y educación.
La industrialización y la urbanización han traído muchos cambios a las costumbres del pueblo coreano. La economía cambiante y los estilos de vida han llevado a una concentración de la población en las grandes ciudades, especialmente en la capital, Seúl, donde los típicos hogares multigeneracionales se separan para acoplarse a las condiciones de vida de una familia nuclear. Actualmente, existen nueve sitios Patrimonio de la humanidad de la Unesco en el territorio surcoreano.
Además de las clásicas expresiones culturales, la nueva cultura surcoreana, que abarca otras formas como las telenovelas, el cine y la música popular, ha comenzado a asimilarse de manera significativa en diversas partes del mundo. Este fenómeno, a menudo llamado Hallyu o la "ola coreana", se ha expandido a otros países asiáticos como Japón, Vietnam y China.

### Arte

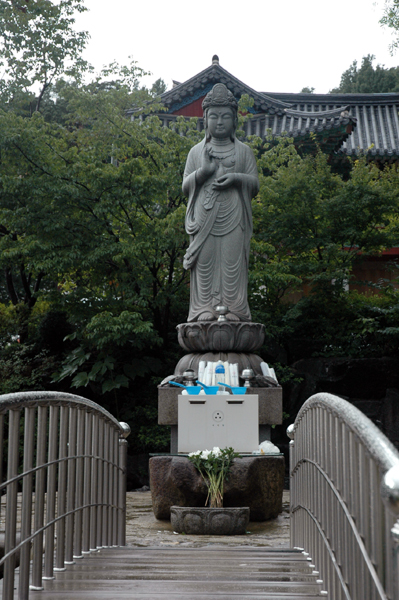
Durante la dinastía de Goryeo, la realización de estatuas de Buda como esta alcanzó gran auge.

El arte coreano se encuentra fuertemente influenciado por el budismo y el confucianismo. Dentro de las artes plásticas más desarrolladas en Corea se encuentran la pintura, la caligrafía y la cerámica. La pintura coreana más antigua que aún se preserva es el Mural de Goguryeo, que data de la época de los Tres Reinos, aunque este arte alcanzó su máximo apogeo durante la dinastía de Goryeo. La mayoría de estas obras son de temática religiosa, y el paisajismo se desarrolló durante el esplendor de la dinastía de Joseon, siendo sus máximos representantes. La caligrafía se desarrolló al mismo tiempo que la pintura y otras artes gráficas, ya que antes de la invención del alfabeto coreano (Hangul), se utilizaron las formas de escritura chinas.
La cerámica y la escultura fueron dos de las artes plásticas más antiguas practicadas en el territorio coreano, ya que sus primeros vestigios se remontan hasta la Edad de Bronce. Cuando el budismo se convirtió en una de las principales religiones en Corea, las estatuas de Buda se multiplicaron por todos los talleres artesanales del país. Posteriormente, la cerámica creada en la época de la dinastía de Goryeo eran de color jade, y desde el siglo XIV, la forma más común de decorar una vasija era a través de grabados en tonos azulados en un fondo blanco.
En el campo de las artes escénicas, la danza y el teatro se desarrollaron de manera conjunta, al igual que la música. El talchum y el buchaechum son las formas de artes escénicas nacionales más conocidas en el extranjero. El inicio de la danza contemporánea en el país data desde la ocupación japonesa y desde entonces, distintos tipos de baile como el ballet, el jazz y el break dance han adquirido mayor importancia en el escenario surcoreano. Dentro del teatro, las representaciones con bailes y coreografías, sin incluir diálogos, se han ido popularizando, dando lugar a obras exitosas como Jump y Nanta.
La indumentaria tradicional del país es conocida como hanbok. Este traje tiene muchas variantes como el dopo, el durumagi y el jeogori; existen trajes especiales para hombres y mujeres y para ocasiones formales y casuales. La tradición del hanbok fue transmitida durante cientos de años de generación a generación, sin sufrir cambios drásticos en la fabricación y el uso de las prendas. Sin embargo, desde la introducción de la vestimenta occidental en el siglo XX, el uso del hanbok disminuyó considerablemente y actualmente, la mayoría de la gente lo utiliza únicamente en ceremonias como matrimonios, aniversarios y fiestas nacionales.
En 1993, con el objetivo de preservar las artes clásicas surcoreanas y de formar artistas profesionales, el gobierno fundó la Escuela Integral de Arte de Corea, donde se imparten clases de actuación, pintura, danza, teatro, cine y escultura. Además, existen otros organismos de iniciativa privada, como el Centro de Arte de Seúl y el Centro de Arte LG, que se encargan de difundir el arte y la cultura surcoreana, además de llevar a varias de estas formas artísticas a un escenario internacional.

### Arquitectura

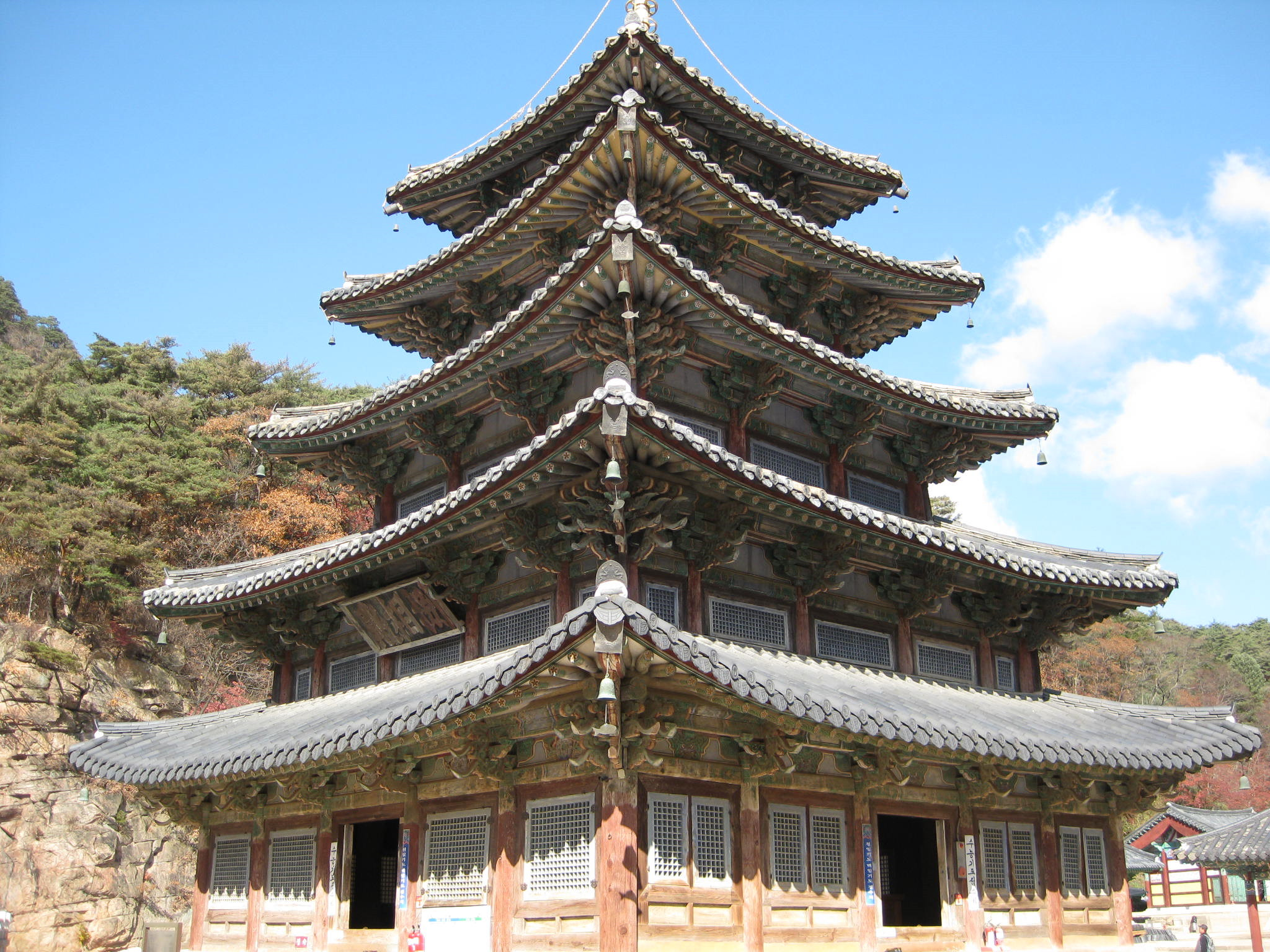
La pagoda Beopjusa, un ejemplo de la arquitectura coreana tradicional.

La arquitectura de la Corea premoderna puede dividirse en dos estilos principales: aquella que se utiliza en las estructuras de los palacios y templos y la utilizada en las casas de la gente común, la cual presenta variaciones locales. Los arquitectos antiguos adoptaron un sistema de soporte que se caracteriza por techos de paja y pisos sencillos llamados ondol. Las personas de la clase alta construían grandes casas con techos de tejas. Todavía hay muchos sitios como las aldeas folclóricas de Hahoe, Yangdong y Corea, donde se conserva la arquitectura tradicional del país.
La arquitectura tradicional coreana utiliza la técnica del Dancheong, la selección de colores que se utilizaron para cubrir la mayoría de las construcciones de los antiguos reinos coreanos. El origen del Dancheong se remonta a los colores vistosos con los que se decoraban las pinturas murales de las antiguas tumbas reales: el rojo, azul, amarillo, negro y blanco. Estos colores fueron utilizados por sus propiedades especiales ante los fenómenos naturales como el viento, el sol, las lluvias y el calor.

### Ciencia y tecnología

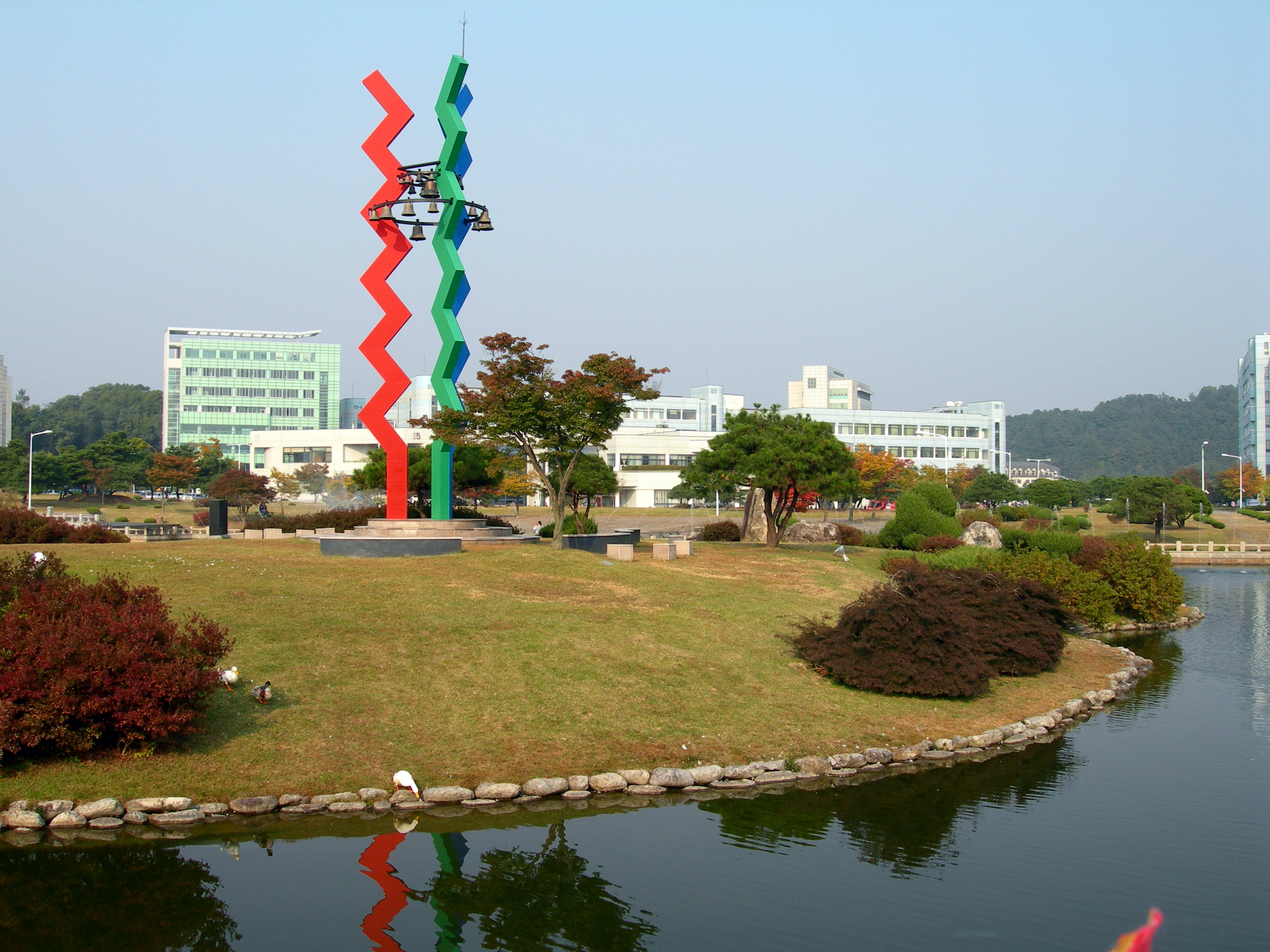
Edificio del Instituto de Ciencia y Tecnología Avanzada de Corea, en Daejeon.

Corea del Sur lidera entre los países de la OCDE con más personas graduadas en carreras de ciencia, tecnología, ingeniería o matemáticas. De 2014 a 2019, el país ocupó el primer lugar entre los países más innovadores en el Índice de Innovación de Bloomberg. En 2024, ocupó el sexto lugar en innovación dentro del Índice Mundial de Innovación, a cargo de la Organización Mundial de la Propiedad Intelectual; en 2023 el décimo lugar, mientras que en el 2022 fue el quinto, en 2020 el décimo y el undécimo en 2019. Corea del Sur es conocida por ser una plataforma de lanzamiento para los mercados de telefonía móvil, donde los desarrolladores pueden aprovechar los beneficios de un mercado con muy pocas limitaciones tecnológicas. Hay una tendencia creciente en el país de creación de invenciones de nuevos tipos de medios y aplicaciones que utilizan la infraestructura de Internet 4G y 5G.

#### Investigación aeroespacial
Corea del Sur ha puesto en órbita dos satélites, "Arirang-1" en 1999 y "Arirang-2" en 2006, como parte de su asociación espacial con Rusia. El Centro Espacial Naro, el primero de su tipo en el país, fue terminado en 2008, en Goheung. En 2009, un vehículo de lanzamiento surcoreano despegó desde Naro, pero no logró completar su misión. En abril de 2008, Yi So-yeon se convirtió en la primera coreana en volar al espacio, a bordo de la Soyuz TMA-12 rusa. En junio de 2010, un segundo vehículo de lanzamiento fue lanzado, pero al igual que su antecesor, falló poco después de haber sido lanzado.

#### Robótica
Desde 2003, la robótica ha sido incluida en la lista de los principales proyectos nacionales de investigación y desarrollo en Corea. En 2009, el Gobierno anunció planes para construir parques temáticos de robots en Inchon y Masan, con una mezcla de fondos públicos y privados. En 2005, el Instituto de Ciencia y Tecnología Avanzada de Corea desarrolló el segundo robot humanoide del mundo, HUBO. En mayo de 2006, un equipo del Instituto de Tecnología Industrial de Corea desarrolló el primer androide coreano, EveR-1. Desde entonces, en el país se han creado varios modelos más complejos, con mayor capacidad de movimiento y visión.

#### Biotecnología
Desde la década de 1980, el Gobierno de Corea del Sur ha invertido activamente en el desarrollo de una industria nacional de biotecnología, ya que se proyectó que tal sector crecería en cerca de 6 millones de dólares en el año 2010. El sector médico es el destinatario de gran parte de las producciones de esta industria, incluyendo la producción de vacunas y antibióticos. Recientemente, la investigación y desarrollo en la genética y la clonación ha recibido mayor atención, desde la primera clonación exitosa de un perro, Snuppy, y la clonación de dos hembras de una especie de lobos en peligro de extinción realizada por la Universidad Nacional de Seúl en 2007. El rápido crecimiento de la industria de la biotecnología se ha traducido en una prueba importante para la regulación de la ética profesional, como sucedió con el famoso caso del científico Hwang Woo-Suk.

### Cine
El cine ha cosechado varios éxitos a nivel internacional, aunque no goza de tanta popularidad como sus homónimos de India y Japón. La primera película producida totalmente en el país fue La venganza honrada dirigida por Kim Do-san en 1919. Después de esta se filmaron varias películas que tuvieron un éxito relativo en el país, pero el verdadero desarrollo de la industria cinematográfica coreana ocurrió después de la guerra de Corea.
Desde entonces hasta 1972, el cine coreano vivió su llamada "etapa de oro" en la que las películas podían expresar de manera libre el parecer político y social del pueblo. Sin embargo, en la década de 1970, la represión a la libertad de expresión del Gobierno de Park Chung-hee, disminuyó la producción cinematográfica en el país, y la industria perdió presencia. Durante los últimos años, varias películas, directores y actores surcoreanos han logrado obtener el reconocimiento internacional en múltiples premiaciones y festivales de cine como el de Cannes.
En 2020, la película Parásitos del director surcoreano Bong Joon-ho ganó tres reconocimientos como mejor dirección, mejor película extranjera y mejor película del 2019 en la nonagésima segunda ceremonia de premiación del premio Óscar, siendo la primera película extranjera de la historia en ganar este último premio.

### Música

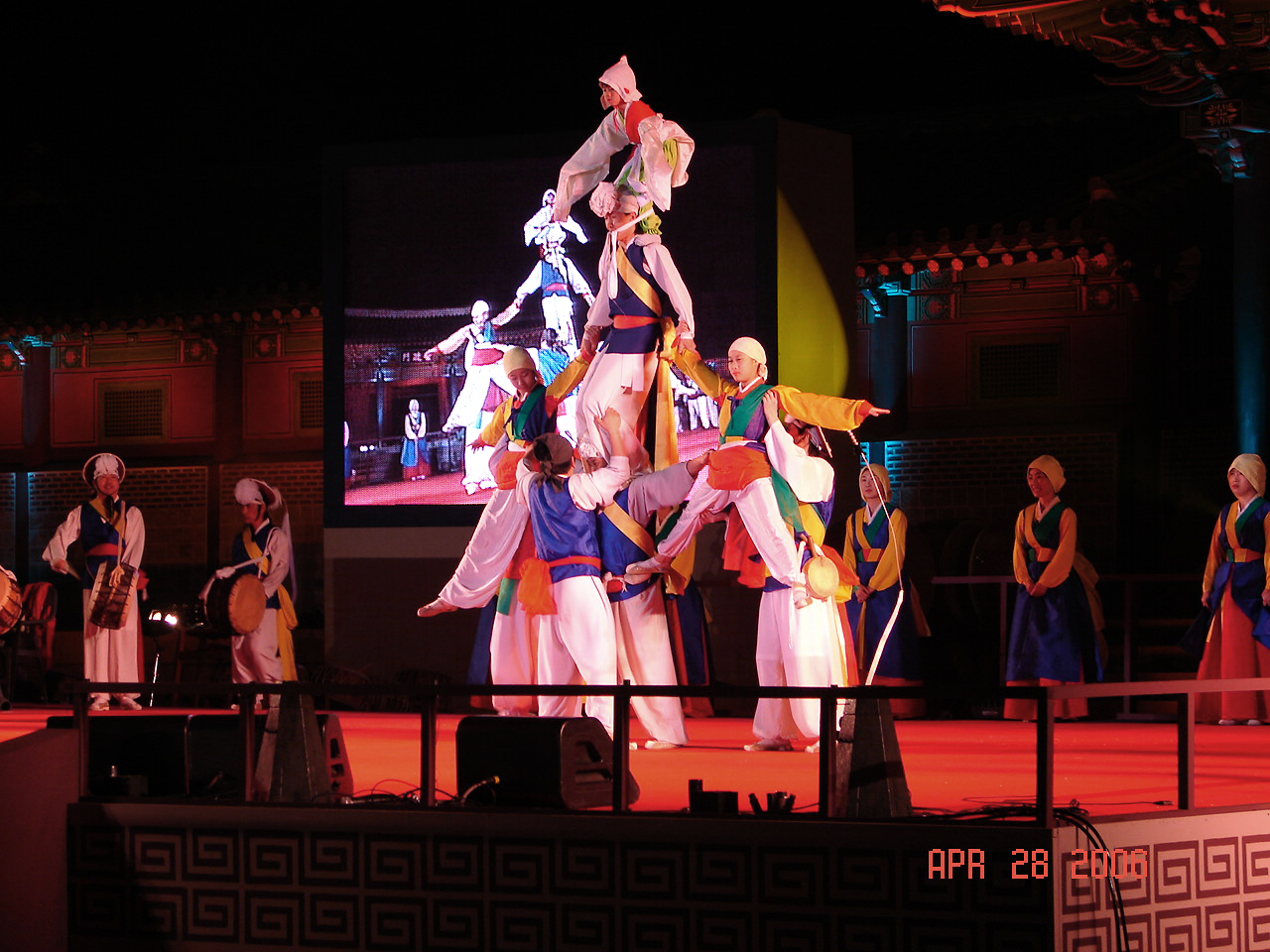
Festival Hi!, celebrado cada año en la capital surcoreana de Seúl.

A partir de la división de la península, la música de Corea del Sur se divide básicamente en dos: la tradicional y folclórica, y la popular moderna. La música tradicional coreana, llamada Hanguk Eumak se desarrolló de diferentes formas a lo largo de los siglos, ya que cumplía un papel importante en ceremonias y eventos. Las primeras formas de música y danzas coreanas datan de la época de los Tres Reinos, donde se llegaron a utilizar más de treinta instrumentos musicales diferentes. La música coreana se dividía en varios géneros, según la utilidad que tuviera: el muak era utilizado en rituales; el talchum en las danzas con máscaras; el nongak era utilizado por los agricultores y el minyo por el pueblo en general.
La música coreana moderna, denominada K-pop, se caracteriza por el uso de canciones del género pop mezclada con elementos de la música folclórica surcoreana. Otros géneros con gran seguimiento en el país son el R&B, el hip hop y la música electrónica. Varios intérpretes y agrupaciones musicales surcoreanas han logrado traspasar las fronteras y ser aceptados por el público de otros países asiáticos como China, Japón, Taiwán y Hong Kong e incluso ser aceptados en los demás continentes. Hoy día este género es mundialmente conocido.

### Literatura

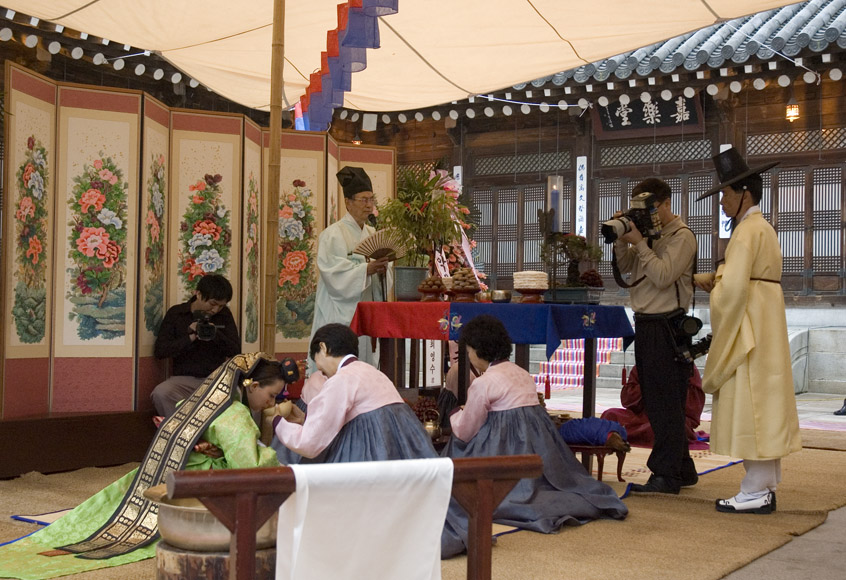
Celebración de una boda tradicional coreana.

Al igual que la música, la literatura surcoreana se divide en dos: clásica y moderna. La primera abarca a todas las obras escritas antes y durante el reinado de la dinastía Joseon. Muchas de estas obras se escribieron con alfabeto chino, por lo que varios autores consideran que el verdadero surgimiento de la literatura coreana se da con la invención del alfabeto hangul. Estas obras narran historias épicas, leyendas y tradiciones de los antiguos coreanos, además de servir como registros históricos al contener crónicas de reyes de dinastías anteriores. Ki Man-jung, Heo Gyun, Park Ji-won y Yi Eok son algunos de los autores más destacados de esta época, mientras que Gu-unmong, Hong Gil-dong Jeon y Hojil son algunas de las obras escritas por ellos.
La literatura surcoreana moderna comprende todas las obras escritas y publicadas después del siglo XIX. La novela coreana retomó fuerza en este periodo, a menudo tratando temas históricos para la sociedad coreana, como la ocupación japonesa, la Segunda Guerra Mundial y la guerra de Corea. Al igual que el cine y otros medios de comunicación, la literatura sufrió la censura de los regímenes dictatoriales que gobernaron al país en las décadas de 1970 y 1980. Entre los escritores surcoreanos más destacados se encuentran: Yi Munyol, Yong-Tae Min, Lee Cheong-jun y Park Gyeong-ri. Esta última fue la autora de la serie de libros Toji, considerados una de las obras más importantes de la literatura coreana y fue incluida en la Colección de Obras Representativas de la Unesco.

### Gastronomía

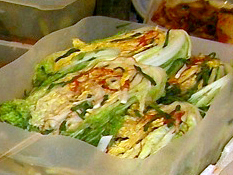
Platillo Baek kimchi

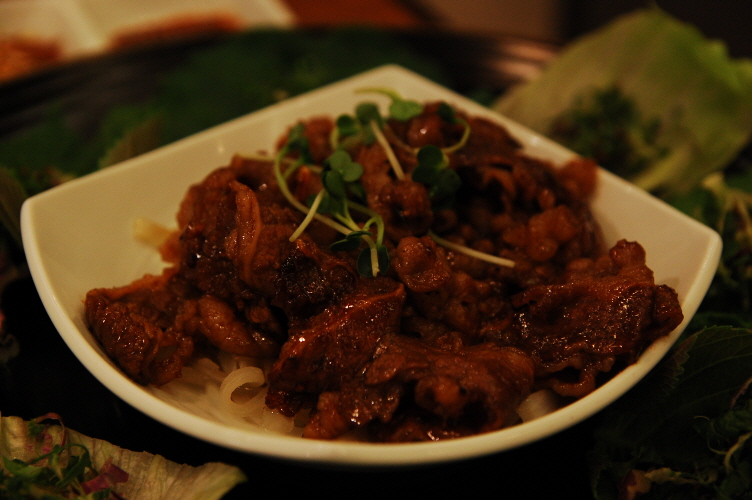
Bulgogi, un platillo coreano preparado con ternera o cerdo.

La cocina coreana, hanguk yori (한국요리, 韓國料理) o hansik (한식, 韓食), ha evolucionado a través de los siglos y los cambios sociales y políticos. Los ingredientes y platos varían según la provincia. Hay muchos platos regionales significativos que han proliferado con diferentes variaciones en todo el país. La cocina de la corte real coreana una vez reunió todas las especialidades regionales únicas para la familia real. Por mucho tiempo, el consumo de los alimentos ha sido regulado por una serie de modales y etiqueta, tanto para los miembros de la familia real, como para los campesinos coreanos.
La cocina coreana se basa en gran medida en los fideos, arroz, tofu, verduras, pescado y carnes. La comida tradicional de Corea se caracteriza por el número de acompañamientos, banchan (반찬), que se sirven junto con el arroz de grano corto hervido. Cada comida es acompañada por numerosos banchan. Entre los platillos surcoreanos tradicionales más consumidos se encuentran el bulgogi, el bibimbap y el galbi.
El té es parte importante de la gastronomía nacional, siendo la ceremonia del té una de las tradiciones más arraigadas de la población actual. Los tés coreanos se preparan con cereales, semillas, frutas y hierbas medicinales. Se han elaborado bebidas alcohólicas a partir de cereales desde antes del siglo IV. Entre los principales licores surcoreanos se encuentran el “takju” (licor no refinado), el “cheongju” (licor medicinal) y el “soju” (licor destilado). El takju es la base para la elaboración de otras bebidas regionales aumentando o disminuyendo el tiempo de fermentación.

### Fiestas
| Fecha                                                  | Nombre en español                           | Nombre local                                 | Notas |
| ------------------------------------------------------ | ------------------------------------------- | -------------------------------------------- | --- |
| 1 de enero                                             | Año Nuevo                                   | 신정 (Sinjeong)                              | Primer día del año |
| Enero-febrero (1 de enero de calendario lunar)         | Año nuevo coreano                           | 설날 (Seol-nal)                              | Primer día del primer mes lunar, así como los días precedentes y siguientes. |
| 1 de marzo                                             | Día del movimiento de Independencia         | 삼일절 (Samiljeol)                           | Conmemoración del movimiento de independencia reprimido por los japoneses en 1919. |
| 5 de mayo                                              | Día del Niño                                | 어린이날 (Eorininal)                         | |
| Mayo (8 de abril de calendario lunar)                  | Nacimiento de Buda                          | 부처님 오신 날 (Bucheonim osin nal)          | Se celebra en la primera luna llena de mayo. |
| 6 de junio                                             | Conmemoración de los muertos por la patria. | 현충일 (Hyeonchungil)                        | |
| 17 de julio                                            | Día de la constitución                      | 제헌절 (Jeheonjeol)                          | |
| 15 de agosto                                           | Día de la independencia                     | 광복절 (Gwangbokjeol)                        | Se conmemora el término de la ocupación japonesa |
| Septiembre-octubre (15 de agosto del calendario lunar) | Chuseok                                     | 추석 (Chuseok) o 한가위 (Han-gawi)           | Es un gran festival de la cosecha y festividad que se extiende por tres días en Corea que se celebra el decimoquinto día del octavo mes del calendario lunar.                                                 |
| 3 de octubre                                           | Gaecheonjeol                                | 개천절 (Gaecheonjeol)                        | Aniversario de la fundación de Corea en 2333 a. C. |
| 9 de octubre                                           | El Día del Hangul                           | 한글날 (Hangulnal)                           | Una fiesta nacional de Corea que conmemora la invención y proclamación, por parte del rey Sejong el Grande, del repertorio Hangul, el alfabeto propio del idioma coreano. Se celebra el 9 de octubre de 1446. |
| 25 de diciembre                                        | Navidad                                     | 성탄절(Seongtanjeol) o 크리스마스(Christmas) | |

### Deportes

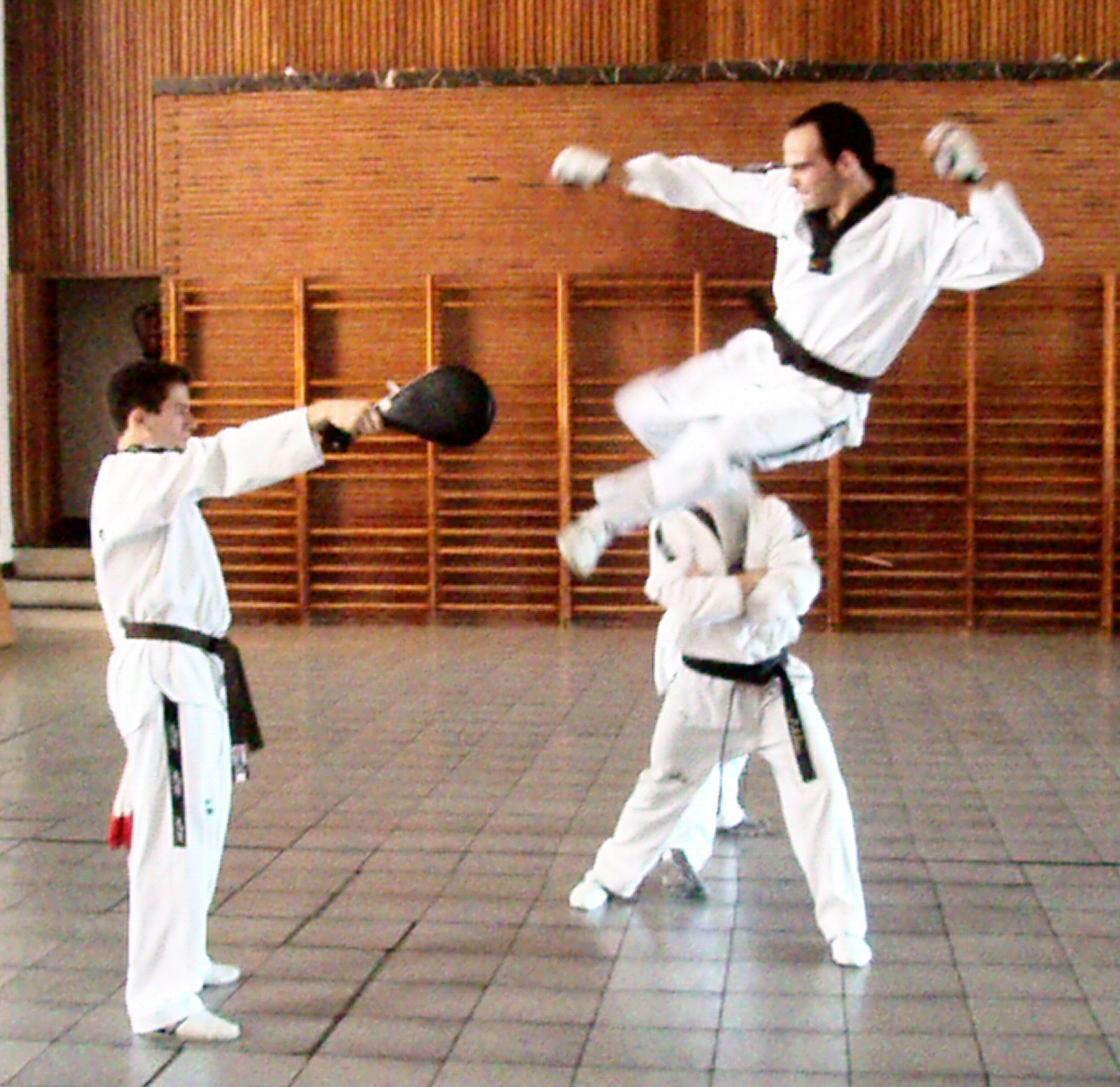
Practicante de taekwondo demostrando la técnica Tuio dollyo chagi.

La disciplina del taekwondo se desarrolló en Corea. En las décadas de 1950 y 1960 se crearon reglas modernas para normarla; en 1988 comenzó como deporte de exhibición; y en el año 2000 se reconoció como deporte olímpico. Otras artes marciales coreanas modernas incluyen el hapkido, el taekkyon, el tangsudo, el kuk sool won, el soo bahk do y el kumdo (esgrima).
El béisbol se introdujo en Corea en 1905 y desde entonces se ha convertido en el deporte de espectadores más popular en Corea del Sur. Establecida en 1982, la Organización Coreana de Béisbol fue la primera liga deportiva profesional en el país. El equipo surcoreano finalizó tercero en el Clásico Mundial de Béisbol 2006, segundo en la edición de 2009 y ganó la medalla de oro en los Juegos Olímpicos de Pekín 2008.
En 1988, organizó los Juegos Olímpicos de Seúl 1988, y quedó en el cuarto lugar del medallero con 12 preseas de oro, 10 de plata y 11 de bronce. Regularmente, el país obtiene buenos resultados en el tiro con arco, el tenis de mesa, el bádminton, patinaje de velocidad sobre pista corta, lucha de estilo libre, béisbol, judo, taekwondo, patinaje y levantamiento de pesas. Ha ganado más medallas en los Juegos Olímpicos de Invierno que cualquier otro país de Asia. En su última edición, ganó un total 14 medallas (6 de oro, 6 de plata y 2 de bronce) para sumar un total de 45 medallas (23 de oro, 14 de plata y 8 de bronce).
Acogió los Juegos Asiáticos en 1986 (Seúl) y 2002 (Busán) y 2014 (Inchon). También fue la sede de los Juegos Asiáticos de Invierno de 1999; y de las Universiadas de invierno en 1997 y de verano en 2003. En la Copa Mundial de fútbol de 2002, conjuntamente organizada por Corea del Sur y Japón, la selección de fútbol se convirtió en el primer equipo de la Confederación Asiática de Fútbol en llegar a semifinales. En 2010 se celebró por primera vez una prueba del mundial de Fórmula 1, el Gran Premio de Corea del Sur en el Circuito Internacional de Corea, en Yeongam. Además, se llevó a cabo el Campeonato Mundial de Atletismo de 2011 en Daegu. También son importantes las tres competiciones hípicas del país, entre las que destaca la del parque de carreras de Seúl que es la mayor.

### Vivienda
Según un informe publicado en 2018 por la relatora especial de Naciones Unidas sobre vivienda adecuada, Leilani Farha: "La falta de vivienda asequible es una barrera sustancial para vivir en un inmueble adecuado". Los alquileres no solo suponen el 50 % del salario de los surcoreanos, sino que muchas de las viviendas son "tan pequeñas que incluso con solo uno o dos residentes ya están superpobladas", según indicó.